# Katrineholm
För andra betydelser, se Katrineholm (olika betydelser).
Katrineholm uttal (fil) är en tätort och centralort i Katrineholms kommun belägen i Södermanlands län och landskapet Södermanland. Tätorten grundades som ett stationssamhälle vid Västra stambanan och fick 1883 status som municipalsamhälle. År 1917 fick Katrineholm stadsrättigheter. Tätorten hade 24 271 invånare år 2018.

## Historia

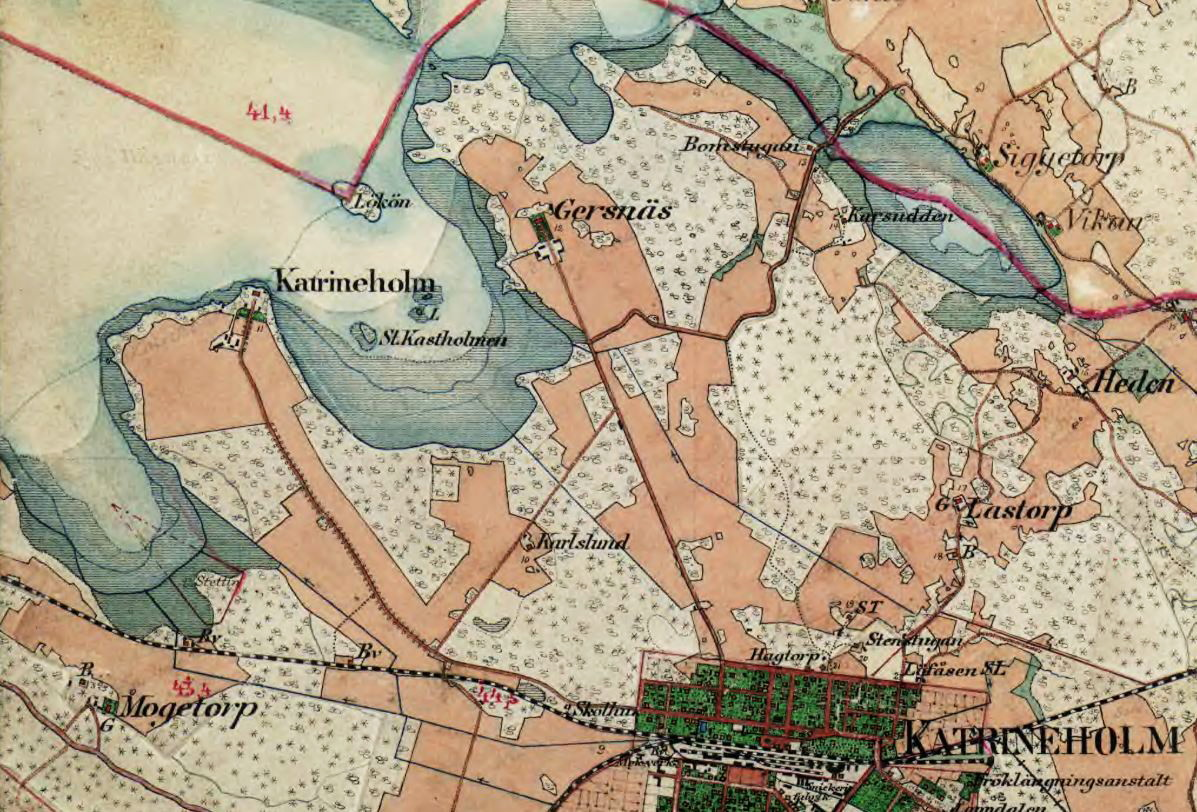
Katrineholms norra delar och Katrineholms gård på 1890-talet.

Namnet Katrineholm kommer från gården Cathrineholm vid sjön Näsnaren. Gården hette tidigare Fulbonäs, men dåvarande ägaren Jacob von der Linde ändrade namnet på 1660-talet för att hedra sin dotter Catharina. Många fynd visar att trakten var bebodd redan under stenåldern för över 6 000 år sedan.
Samhället Katrineholm uppstod på grund av att järnvägen skulle dras fram här och stationen fick sitt namn efter det närbelägna godset. Stationen byggdes upp på de båda gårdarna Mauritstorp och Stensätters marker, tillhöriga godsen Ericsberg och Stora Djulö. Järnvägsstationen invigdes 1862 vid Västra stambanan i vad som skulle bli Katrineholm. En knutpunkt uppstod när dåvarande Östra stambanan anslöts år 1866. Östra stambanan ingår numera i Södra stambanan.
Efter järnvägsstationens invigning växte snart ett stationssamhälle upp och 1880 hade Katrineholm 400 invånare. Några initiativrika män insåg järnvägens betydelse och utvecklade framgångsrika industrier. Carl Fredrikson startade Carl Fredriksons snickerifabrik år 1876. August Kullberg startade en handelsfirma år 1878 och Gustav Robert Grönkvist började 1886 med en smedja. Efter detta kom Grönkvist att starta flera industrier som levt vidare till våra dagar. För att administrera tätorten inrättades ett municipalsamhälle år 1883, som utvidgades 1895 och 1913. Nyåret 1917 kunde de 6 615 invånarna fira att municipalsamhället blivit Katrineholms stad.
Redan 1901 hade både en teknisk aftonskola och Katrineholms samskola etablerats. Katrineholms praktiska skola grundades 1906 och från den utvecklades Katrineholms tekniska skola  och från samma år hade samskolan ombildats till en kommunal mellanskola med behörighet att utfärda realexamen. Den kommunala mellanskolan blev en samrealskola 1930, ett gymnasium tillkom 1946 och skolan blev Katrineholms högre allmänna läroverk 1954. Katrineholms praktiska skola bytte namn till Katrineholms tekniska skola. Idag finns Viadidakt med bland annat expeditioner för vuxenutbildning samt studievägledning i byggnaden Vita villan (eller Vita huset). 
Än idag är Katrineholm inte minst känd som en järnvägsknut. Orten har goda tågförbindelser till bland annat Norrköping, Göteborg, Västerås, Karlstad, Oslo och Stockholm.

### Administrativa tillhörigheter
Katrineholm låg i Stora Malms socken vari vid kommunreformen 1862 inrättades Stora Malms landskommun. För orten inrättades 13 juli 1883 i denna landskommun Katrineholms municipalsamhälle, vilket utvidgades 1895 och 1913. År 1917 utbröts municipalsamhället med sitt närområde ur landskommunen och bildade Katrineholms stad. År 1971 ombildades staden till Katrineholms kommun med Katrineholm som centralort.
I kyrkligt hänseende hörde Katrineholm före 1961 till Stora Malms församling, sedan mellan 1961 och 2002 till Katrineholms församling, därefter till 2010 till Katrineholm-Stora Malms församling. Orten tillhör sedan 2010 Katrineholmsbygdens församling.
Katrineholm ingick till 1948 i Oppunda tingslag, därefter till 1971 i Oppunda och Villåttinge tingslag. Från 1971 till 2009 ingick orten i Katrineholms domsaga och orten ingår sedan 2009 i Nyköpings domkrets.

### Befolkningsutveckling

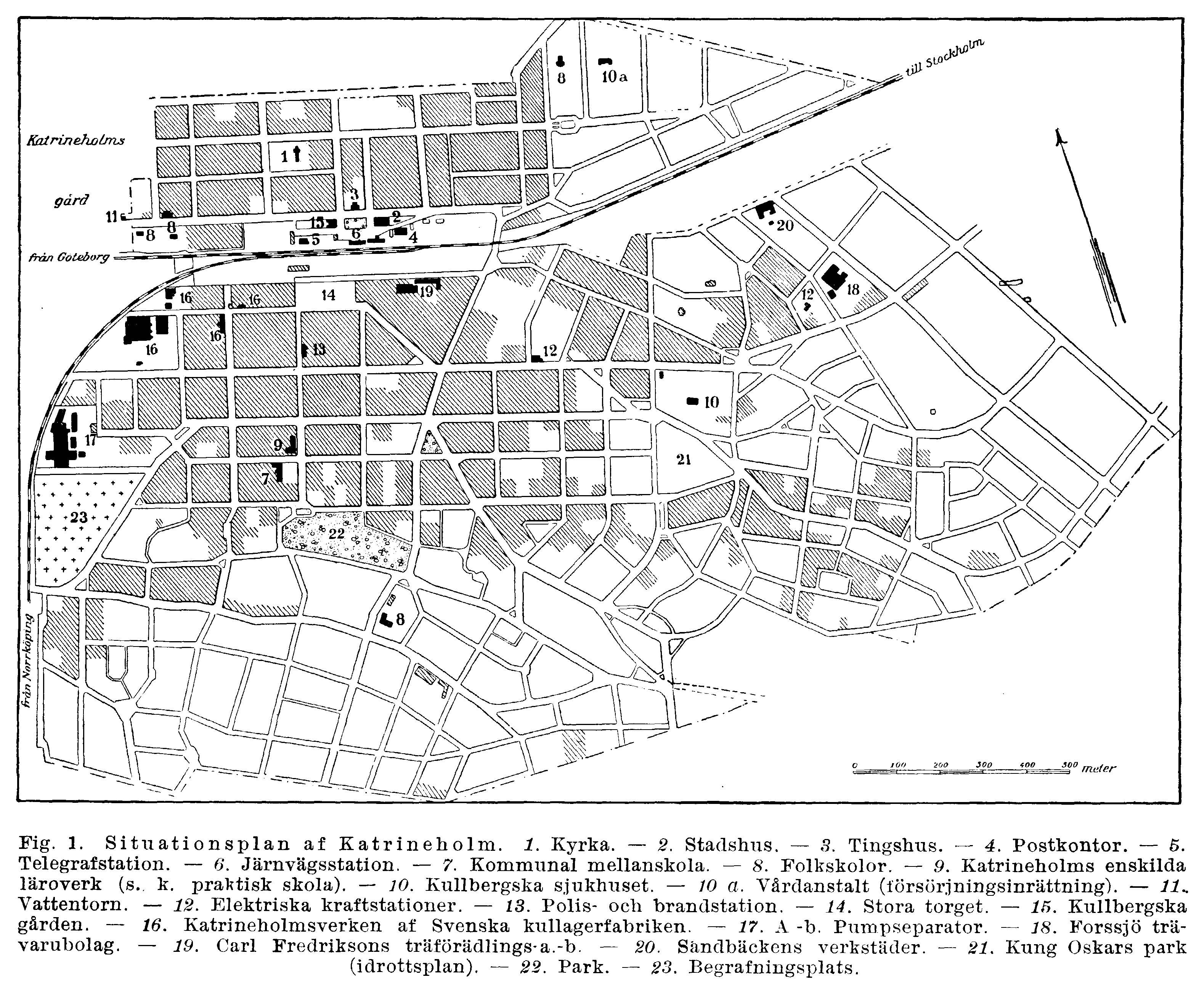
Katrineholm uppstod kring järnvägen och stationen. Karta publicerad 1924.

| Befolkningsutvecklingen i Katrineholm 1900–2020 | Befolkningsutvecklingen i Katrineholm 1900–2020 | Befolkningsutvecklingen i Katrineholm 1900–2020 | Befolkningsutvecklingen i Katrineholm 1900–2020 | Befolkningsutvecklingen i Katrineholm 1900–2020 |
| ----------------------------------------------- | ----------------------------------------------- | ----------------------------------------------- | ----------------------------------------------- | ----------------------------------------------- |
|                                                 |                                                 |                                                 |                                                 |                                                 |
| År                                              |                                                 |                                                 | Folkmängd                                       | Areal (ha)                                      |
| 1900                                            | 1900                                            |                                                 | 2 828                                           | †                                               |
| 1960                                            | 1960                                            |                                                 | 19 134                                          |                                                 |
| 1965                                            | 1965                                            |                                                 | 21 934                                          |                                                 |
| 1970                                            | 1970                                            |                                                 | 22 616                                          |                                                 |
| 1975                                            | 1975                                            |                                                 | 22 884                                          |                                                 |
| 1980                                            | 1980                                            |                                                 | 21 876                                          |                                                 |
| 1990                                            | 1990                                            |                                                 | 21 664                                          | 1 081                                           |
| 1995                                            | 1995                                            |                                                 | 21 746                                          | 1 102                                           |
| 2000                                            | 2000                                            |                                                 | 21 329                                          | 1 102                                           |
| 2005                                            | 2005                                            |                                                 | 21 386                                          | 1 109                                           |
| 2010                                            | 2010                                            |                                                 | 21 993                                          | 1 146                                           |
| 2015                                            | 2015                                            |                                                 | 23 283                                          | 1 179                                           |
| 2020                                            | 2020                                            |                                                 | 24 483                                          | 1 185                                           |
| † Befolkning runt ett municipalsamhälle 1900.   |                                                 |                                                 |                                                 |                                                 |

## Samhället

### Katrineholms stadsplan
Katrineholm stadsplanerades efter en rutnätsplan som upprättats 1891 av förste lantmätaren Axel Wilhelm Lodén och fastställdes 1895 av konungens befallningshavande (dagens Länsstyrelsen). Staden växte upp kring Katrineholms järnvägsstation, invigd 1862 och ritad av SJ:s chefsarkitekt Adolf W. Edelsvärd. Stationen erhöll sitt nuvarande utseende genom en ombyggnad på 1870-talet. Redan från början planerades den öppna plats som nu utgör Tingshusparken samt ett torg söder om järnvägsspåren, dagens Stora torget. Den som mest ivrade för att Katrineholm skulle få stadsrättigheter var direktören för Mellersta Sveriges Varuförsäkringsbolag, Adolf Weckman (1840–1919). Redan år 1901 väckte han frågan om att Katrineholm borde ansöka om stadsrättigheter. Det skulle dock dröja till 1 januari 1917 att ett stadsblivande förverkligas. Weckman kom sedan att ingå i Katrineholms allra första stadsfullmäktige.
| Katrineholms första "riktiga" stadsplan från 1891 upprättad av Axel W. Lodén. År 1928 utkom den nästa planen över hela staden (till höger). |  | Katrineholms första "riktiga" stadsplan från 1891 upprättad av Axel W. Lodén. År 1928 utkom den nästa planen över hela staden (till höger). |
| Katrineholms första "riktiga" stadsplan från 1891 upprättad av Axel W. Lodén. År 1928 utkom den nästa planen över hela staden (till höger). |  | |

### Bebyggelsen

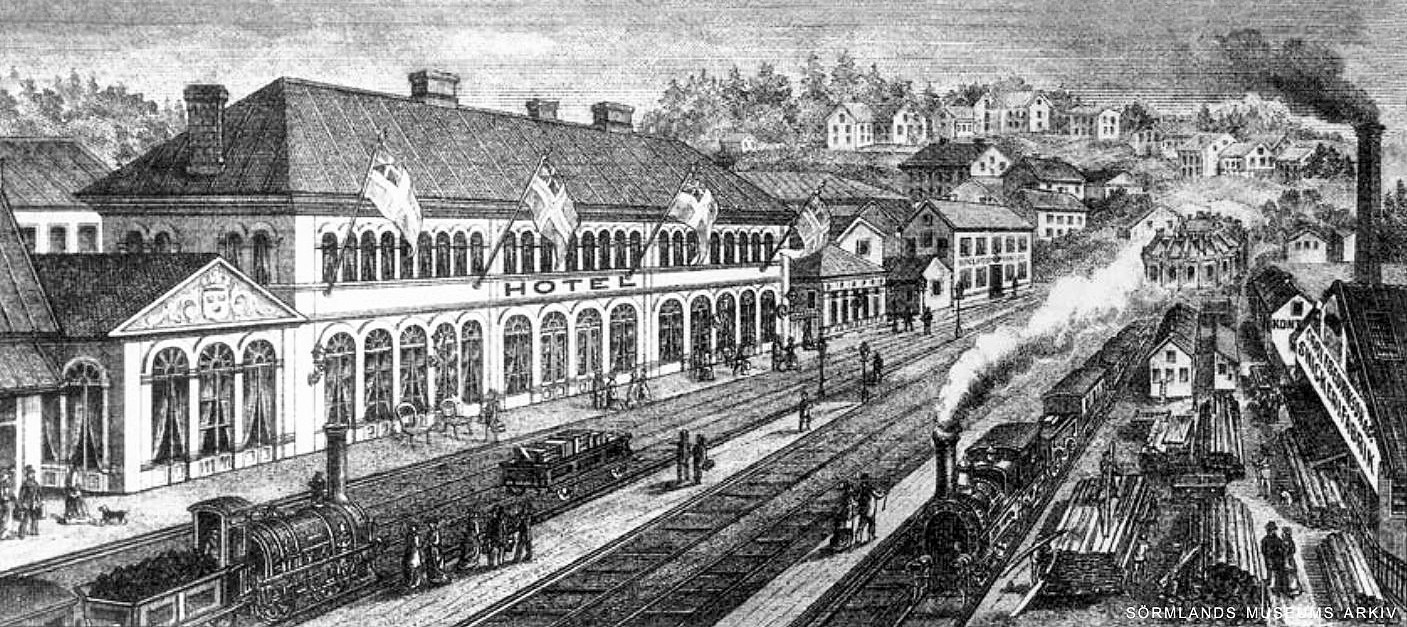
Järnvägsstationen med hotellet 1880-tal.

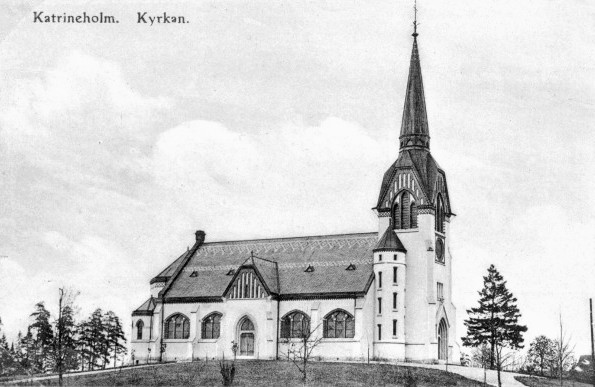
Katrineholms kyrka på ett äldre vykort.

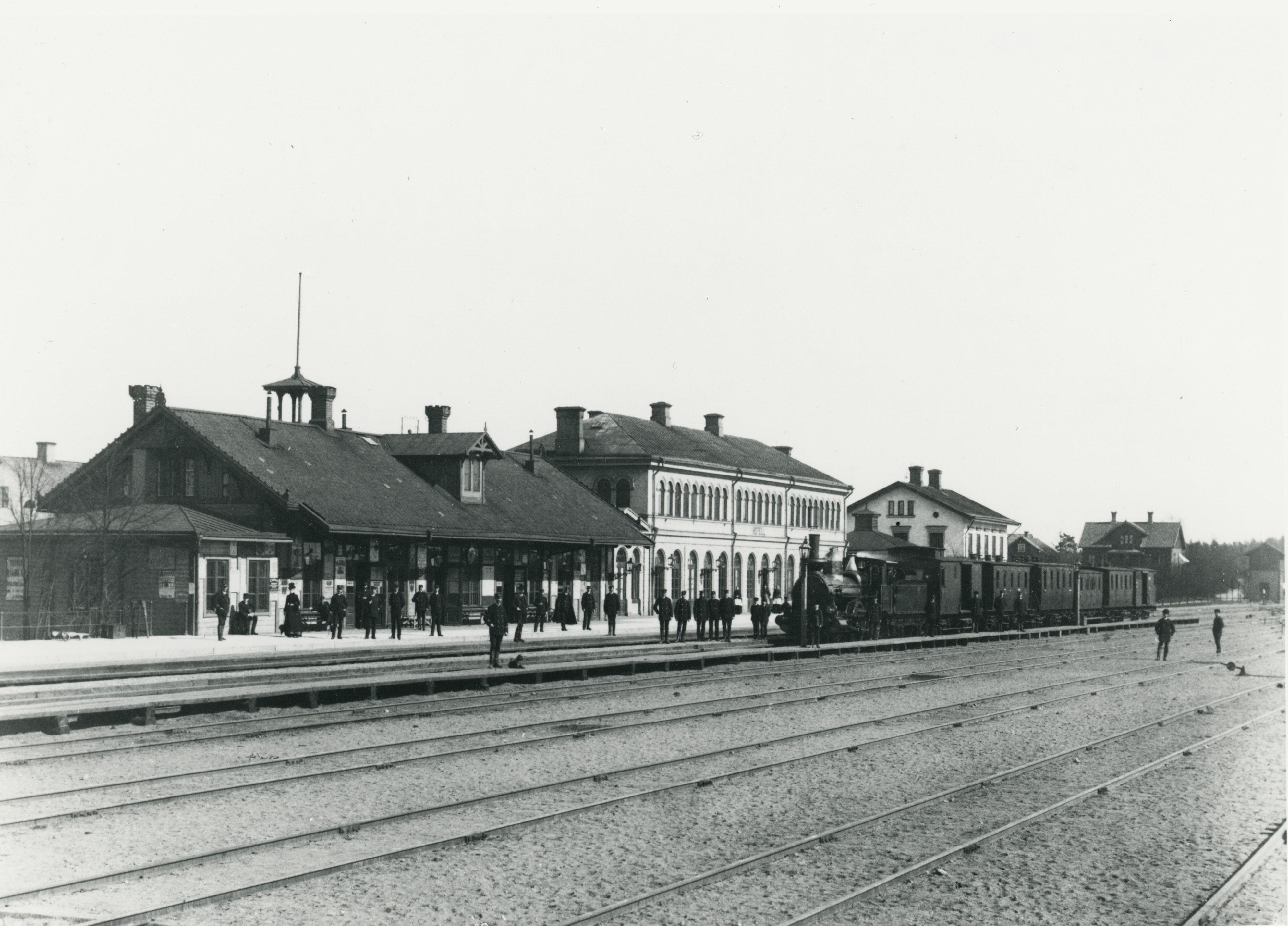
Järnvägsstationen i Katrineholm vid sekelskiftet.

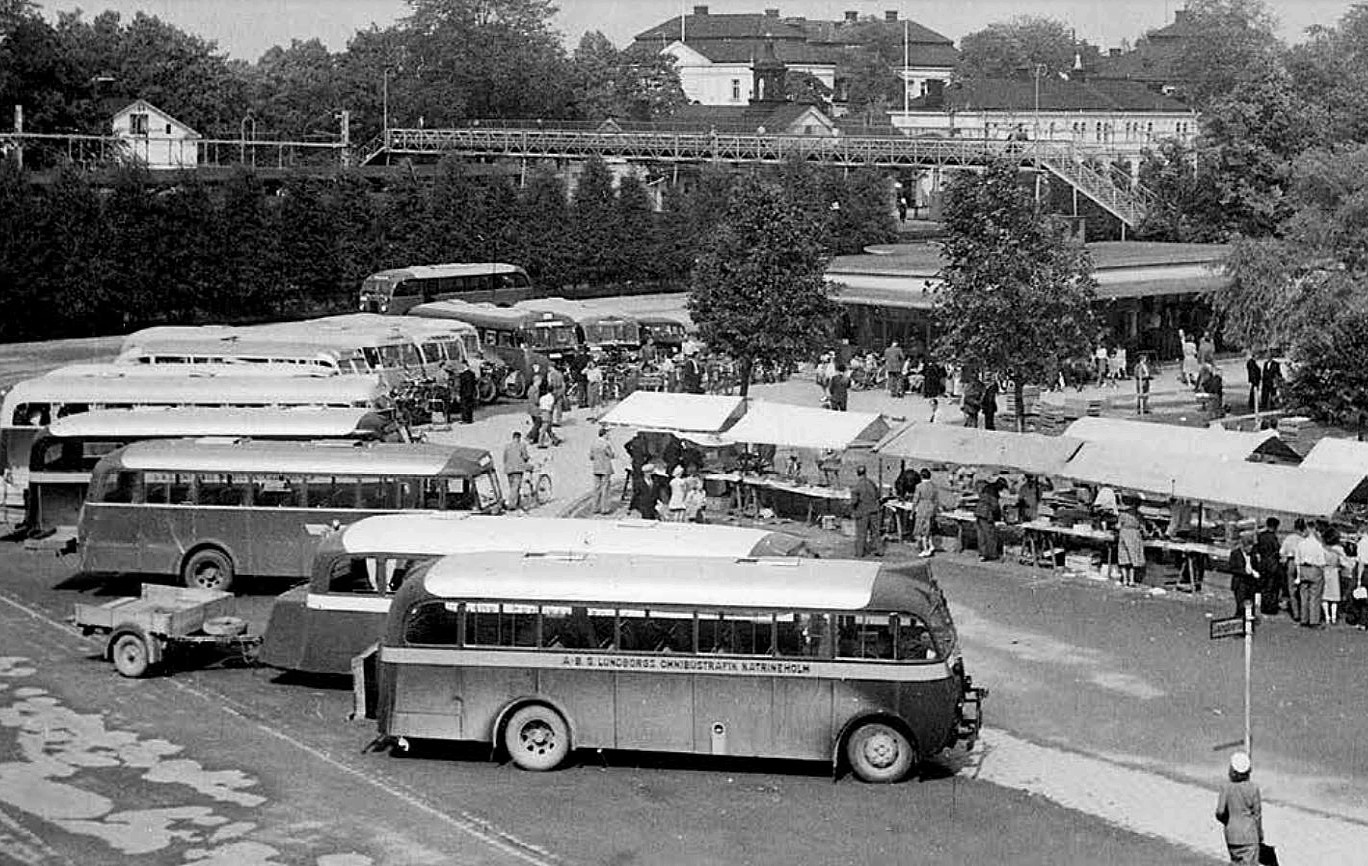
Stortorget på 1950-talet.

Katrineholms gamla tingshus uppfördes 1938–1939 efter ritningar av Gustaf Clason. Det ersatte det äldre tingshuset från 1881. Väster om detta ligger Stinsbostaden samtida med järnvägsstationen och Kullbergska huset, uppfört efter ritningar av arkitekt Verner Northun 1902–1904 och det första Sparbankshuset uppfört 1893. Öster om Tingshuset ligger Katrineholms stadshotell uppfört 1914–1915, även detta efter ritningar av Verner Northun. Vid järnvägsstationen ligger Gamla posthuset från 1906 i nyrenässansstil, ritat av Gustaf Dahl. Både stationshuset och posthuset är byggnadsminneen. Stortorget var tidigare den plats där torghandeln ägde rum. Då Katrineholm fick stadsbebyggelse kom platsen att bli stadens centrum. Bland äldre byggnader märks här det stora rödfärgade godsmagasinet.
De flesta hus från stadens första tid är idag rivna. Längs Drottninggatan finns dock flera hus från 1880- och 1890-talen och utmed Köpmangatan mot Stortorget uppfördes i början av 1900-talet några av stadens mer påkostade hus. Kyrkans hus vid Bievägen finns också kvar. Det uppfördes 1893 åt Oppunda härads sparbank samt Apoteket
Svanen. Andra våningen användes som bostad. 1930 köptes huset av Stora Malms församling och pastorsexpeditionen flyttades hit. Huset i rött tegel med sina höga trappgavlar är ett mycket karakteristiskt inslag i stadsbilden och av högt kulturhistoriskt värde. 
Katrineholms kyrka uppfördes 1902 efter ritningar av arkitekt Karl Flodin i nygotisk stil. Katrineholms gamla vattentorn ritades av Ivar Tengbom och Ernst Torulf stod färdigt 1907. Bland andra arkitektoniskt intressanta äldre byggnader märks Apotekarvillan vid Storgatan 6 uppfört 1895, Ackzellska villan vid Kapellgatan 14, Linnévägen 20, Villa Björkbacken vid Tegnérvägen 8 uppfört 1905 och Wengströmska villan vid Bondegatan 33 från 1907, de båda senare ritade av Ragnar Östberg. 
Villa Gröna Kulle uppfördes 1901 som privatbostad för smeden och industrimannen Gustav Robert Grönkvist och blev 1927 Katrineholms stadshus. Bland andra intressanta byggnader är det anspråkslösa huset vid Djulögatan 38, en av stadens få bevarade "Lars-Petter-hus". Byggmästaren Lars-Petter Larsson uppförde i början av 1900-talet ett 50-tal bostadshus i Katrineholm. Från 1916, en expansiv tid i stadens historia, härstammar även det stora hyreshuset Hemgården vid Oppundavägen 25, uppfört för anställda vid AB Pumpseparator efter stil från engelska arbetarbostäder.
Från 1930-talet härstammar byggnaderna i Kvarteret Siken vid Tegnérvägen där även Frälsningsarméns byggnad från samma tid är belägen. Från 1930-talet härstammar även området söder om Friggagatan, och de så kallade småstugorna, egnahemsbebyggelse vid Värmlandsgatan och Dalagatan. Barnrikehusen vid Friggatan kallades lokalt Myrdalen efter paret Alva och Gunnar Myrdal. Ett representativt exempel på 1940-talets bebyggelse är kvarteret Leoparden vid Talltullsplan. Av 1950-talet bebyggelse märks särskilt kvarteret Gullvivan vid Vasavägens viadukt.
Under 1960-, 1970- och 1980-talen expanderade staden med nya hyres- och villaområden i Sandbäcken, Nävertorp, Gersnäs, Lasstorp och Värmbol. Industriområden har vuxit fram i Kerstinboda samt västerut längs Vingåkersvägen samt i nordost.

### Byggnader i urval
I kronologisk ordning efter nybyggnadsår (datum i parentes).

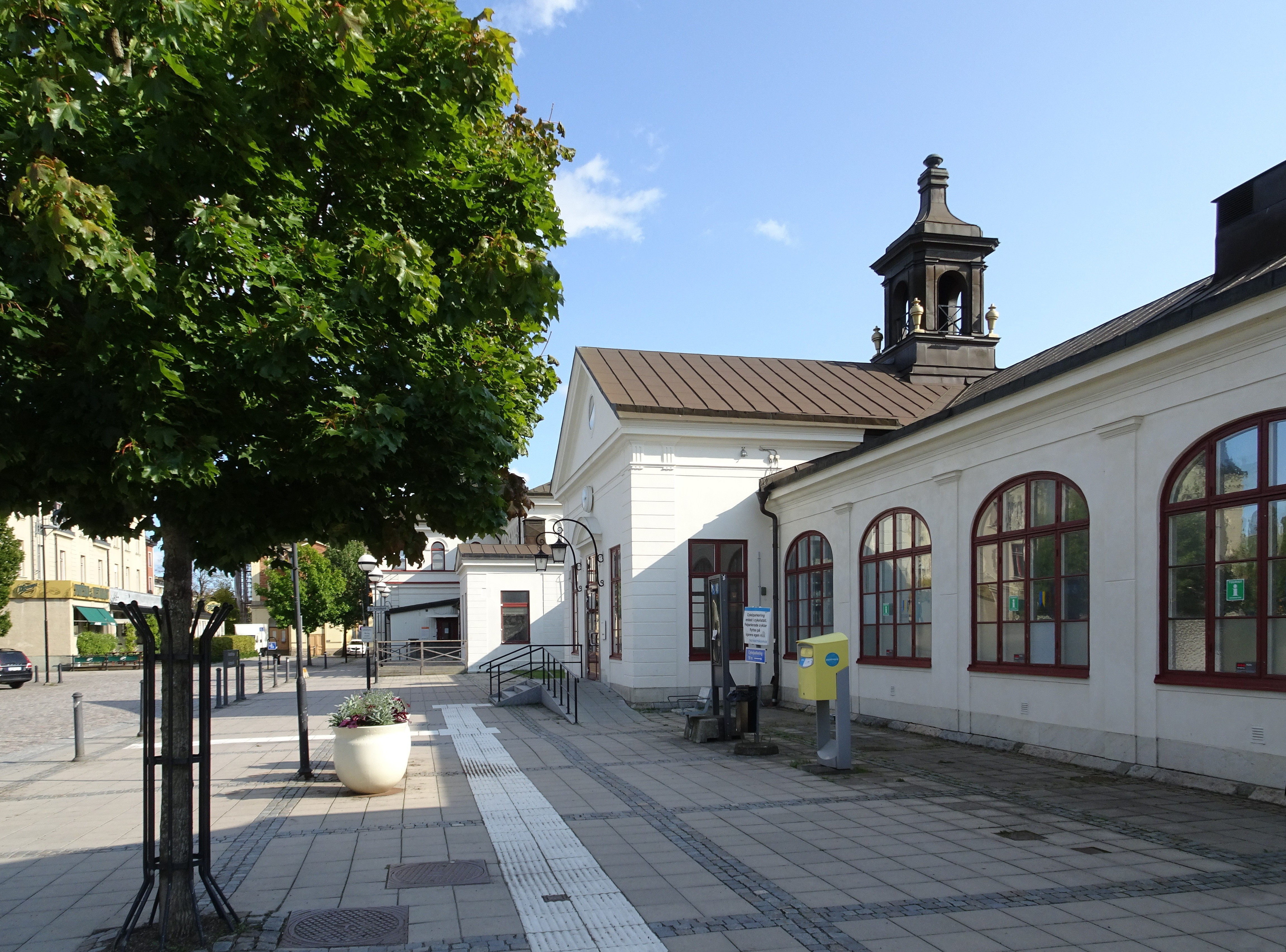
Katrineholms station. (1862)
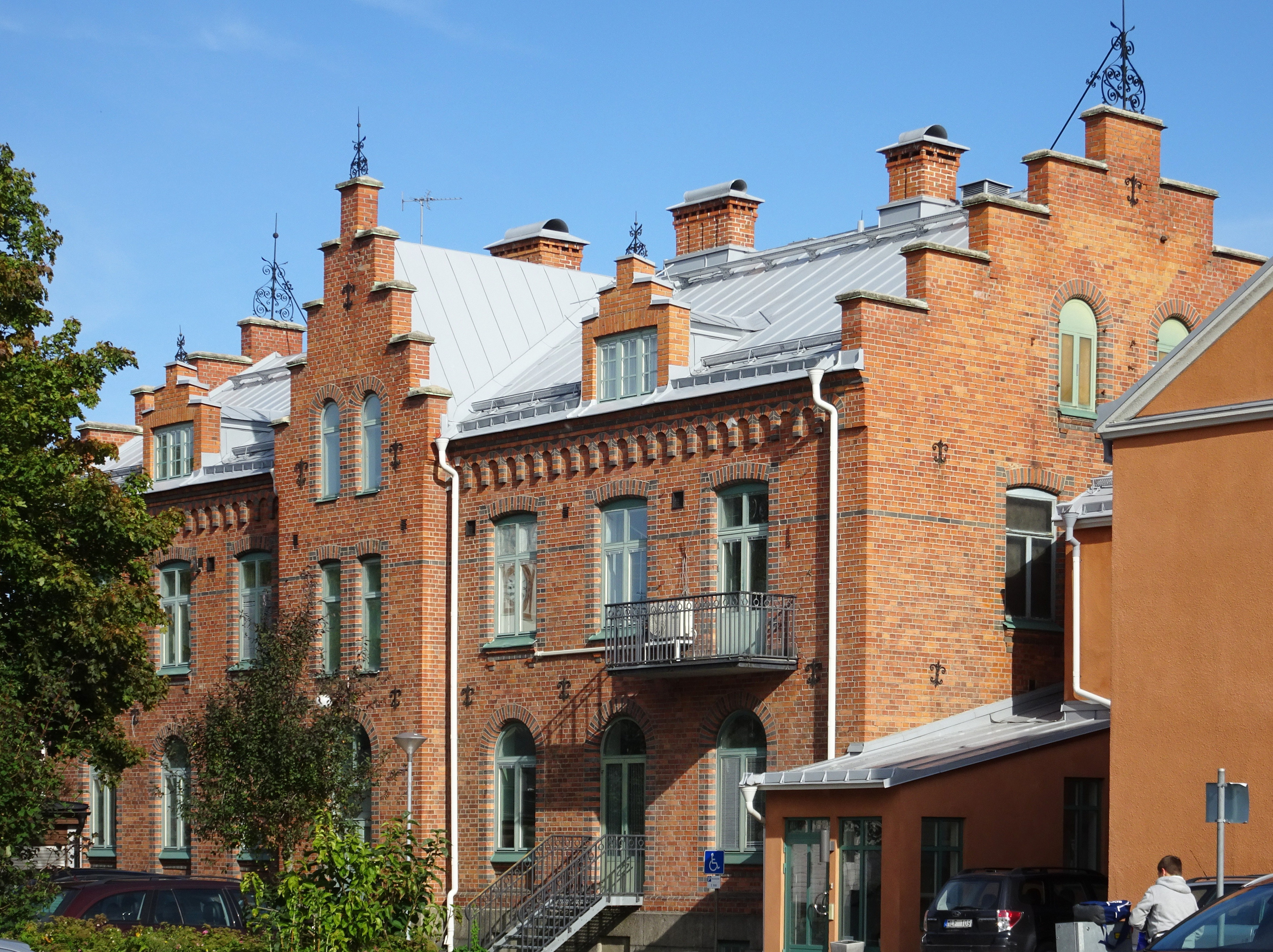
Kyrkans hus. (1893)
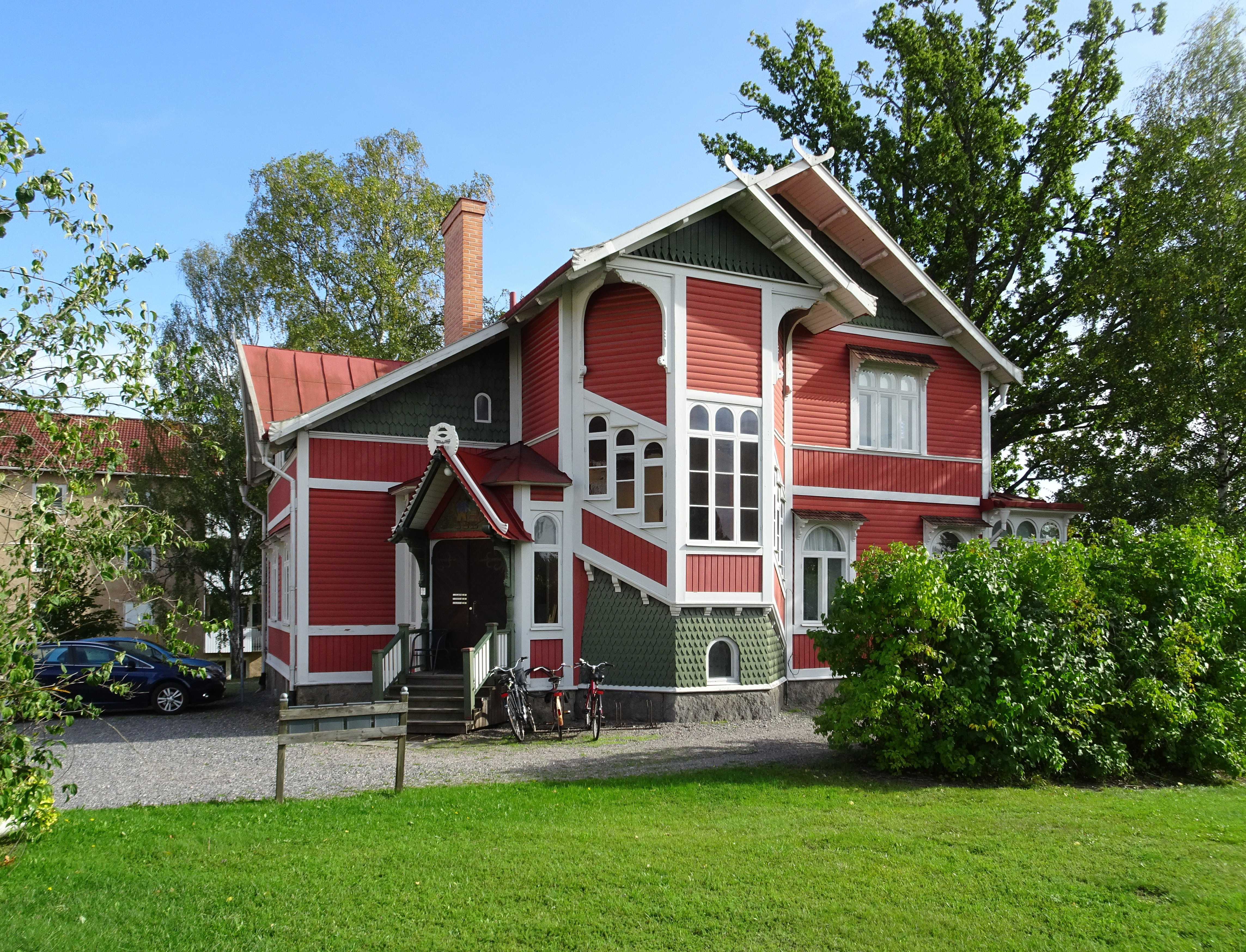
Apotekarvillan. (1895)
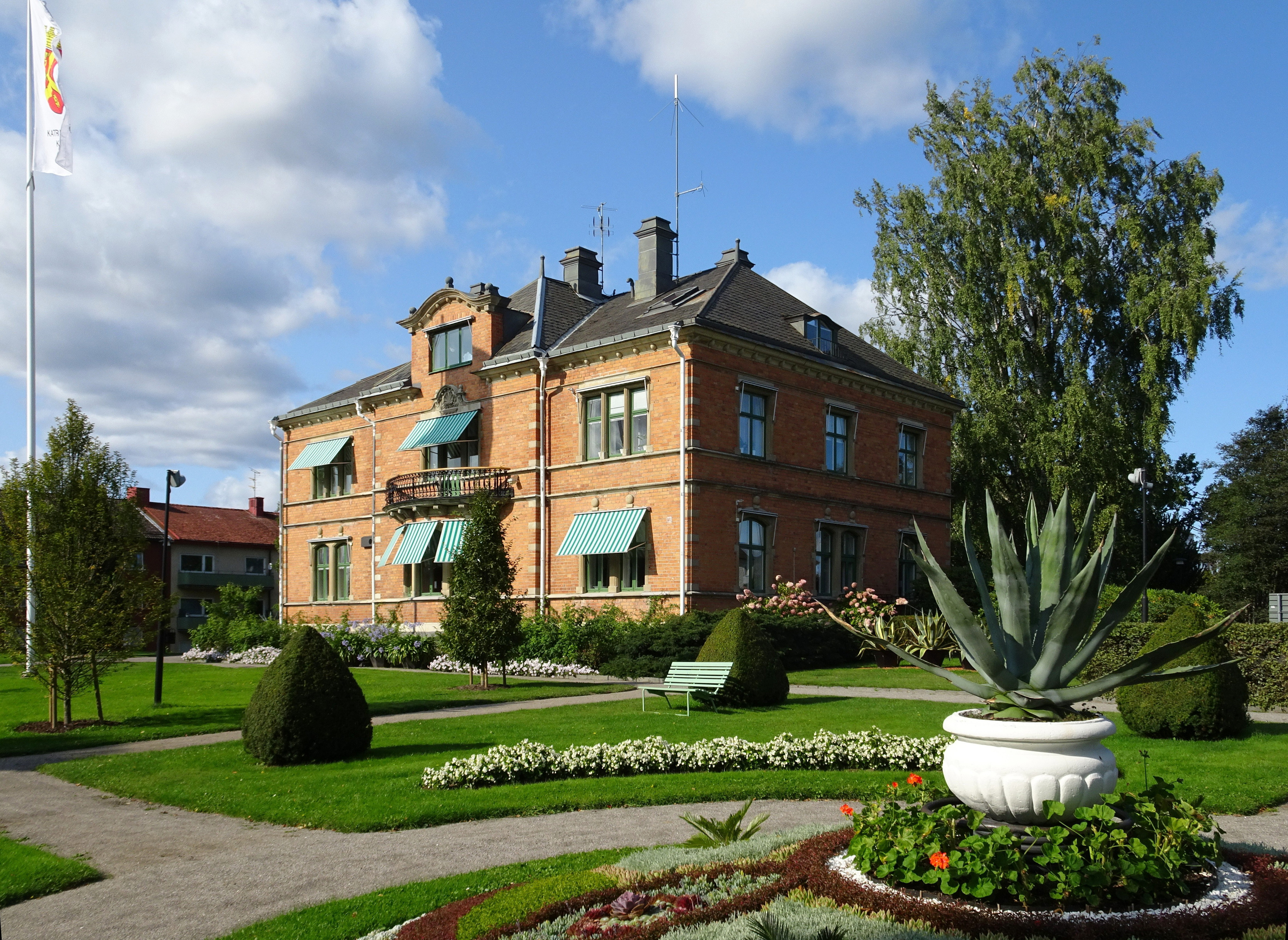
Katrineholms stadshus. (1901)
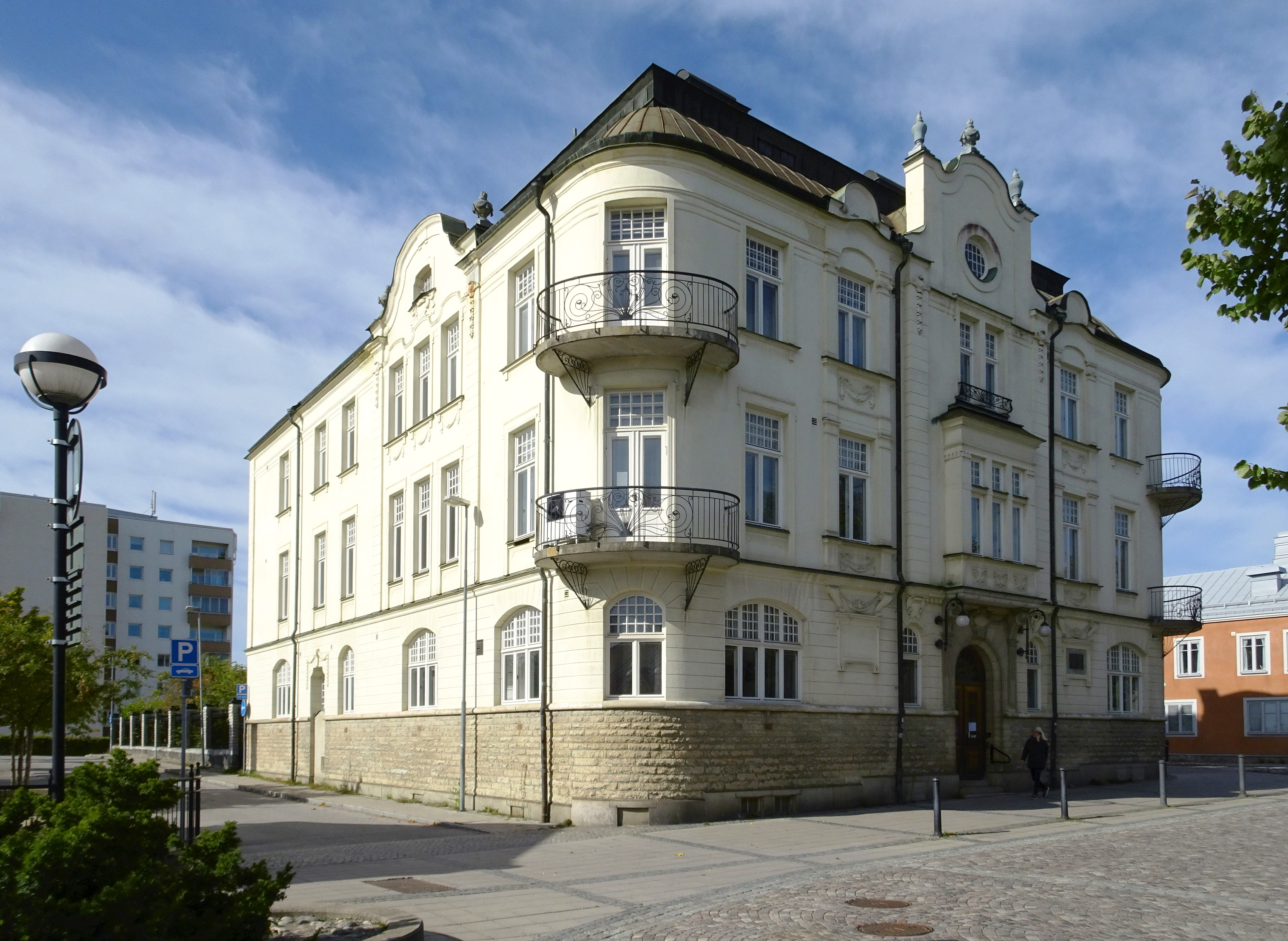
Kullbergska huset. (1904)

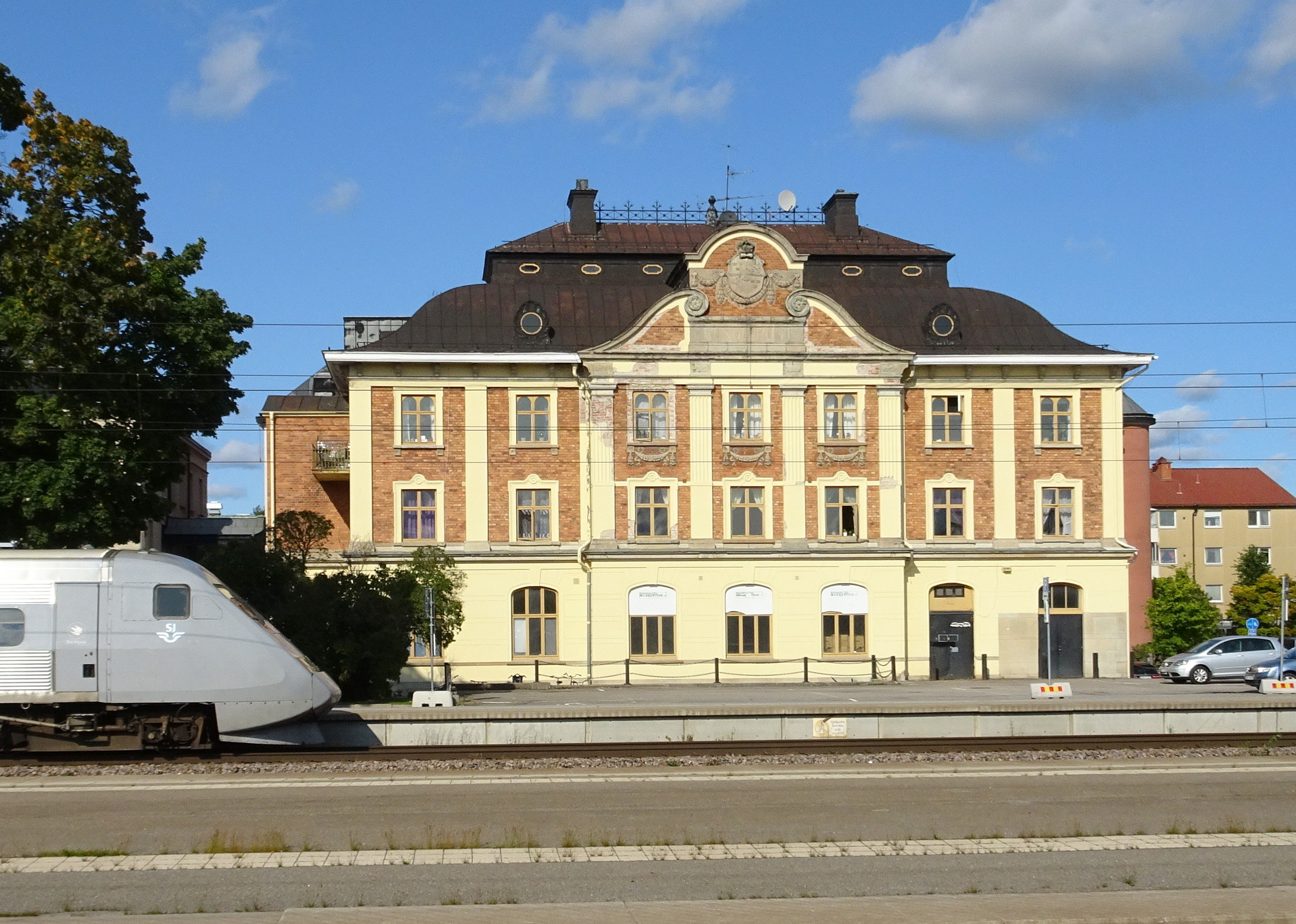
Gamla posthuset. (1906)
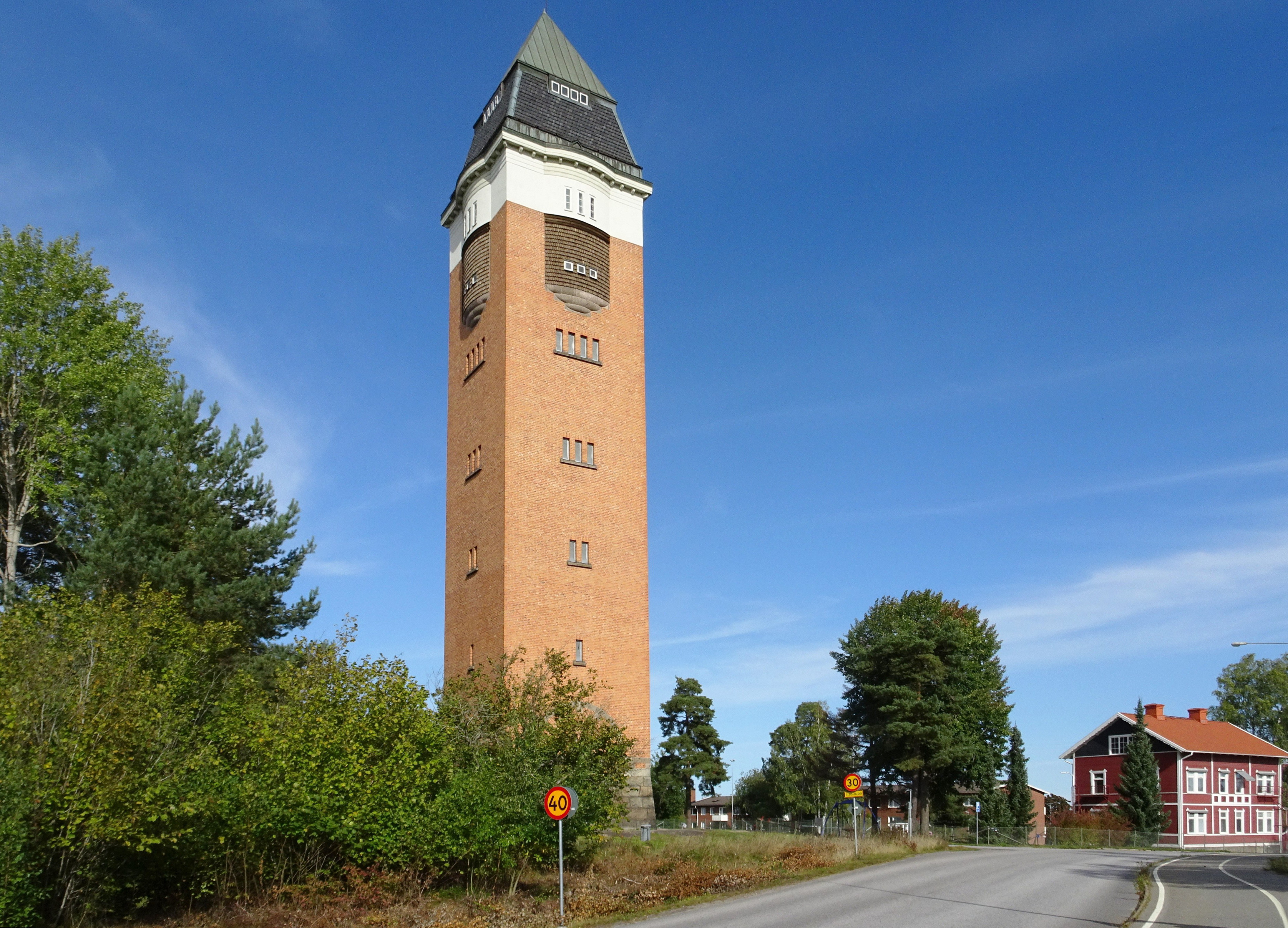
Katrineholms gamla vattentorn. (1907)
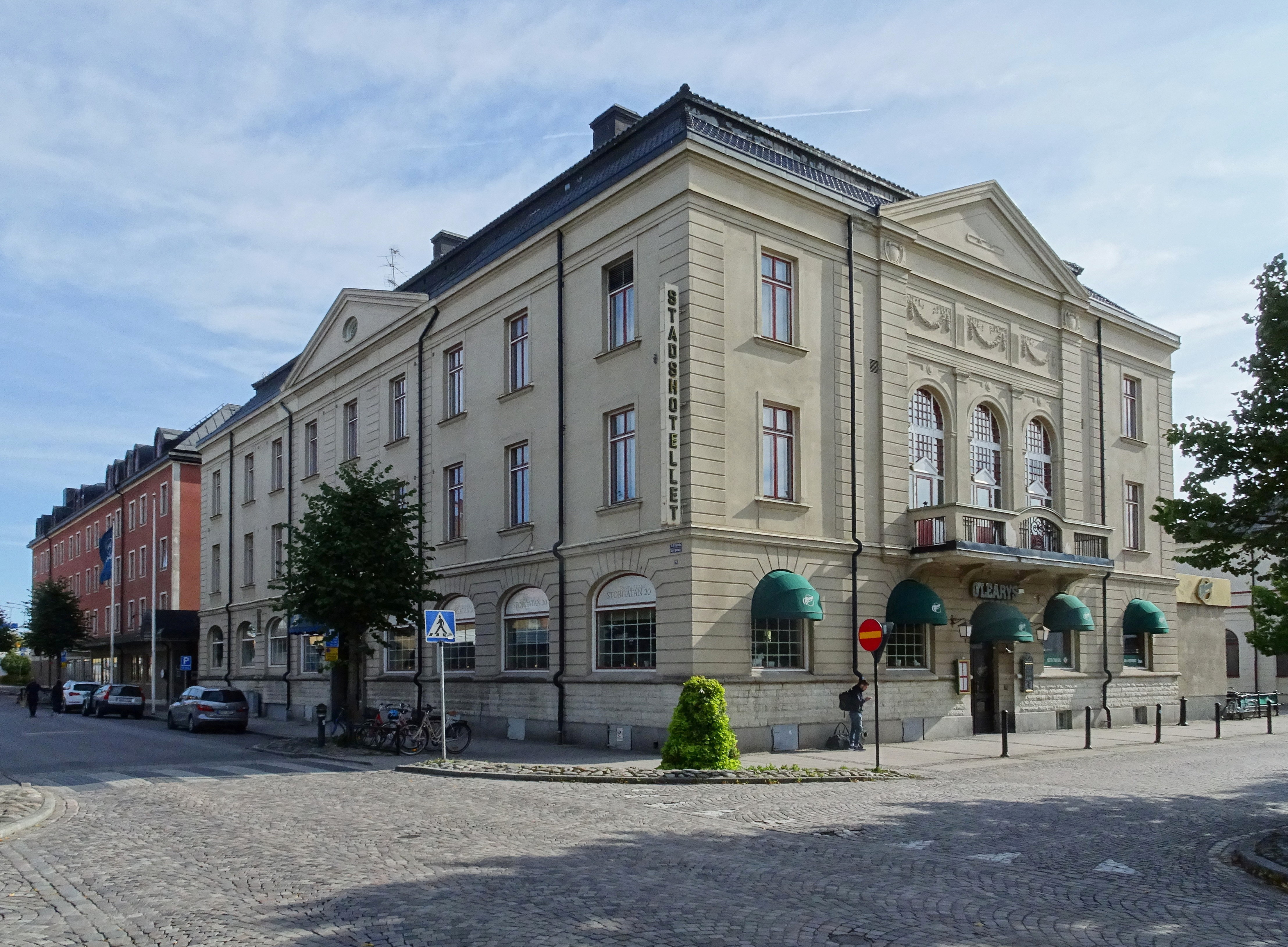
Katrineholms stadshotell. (1914)
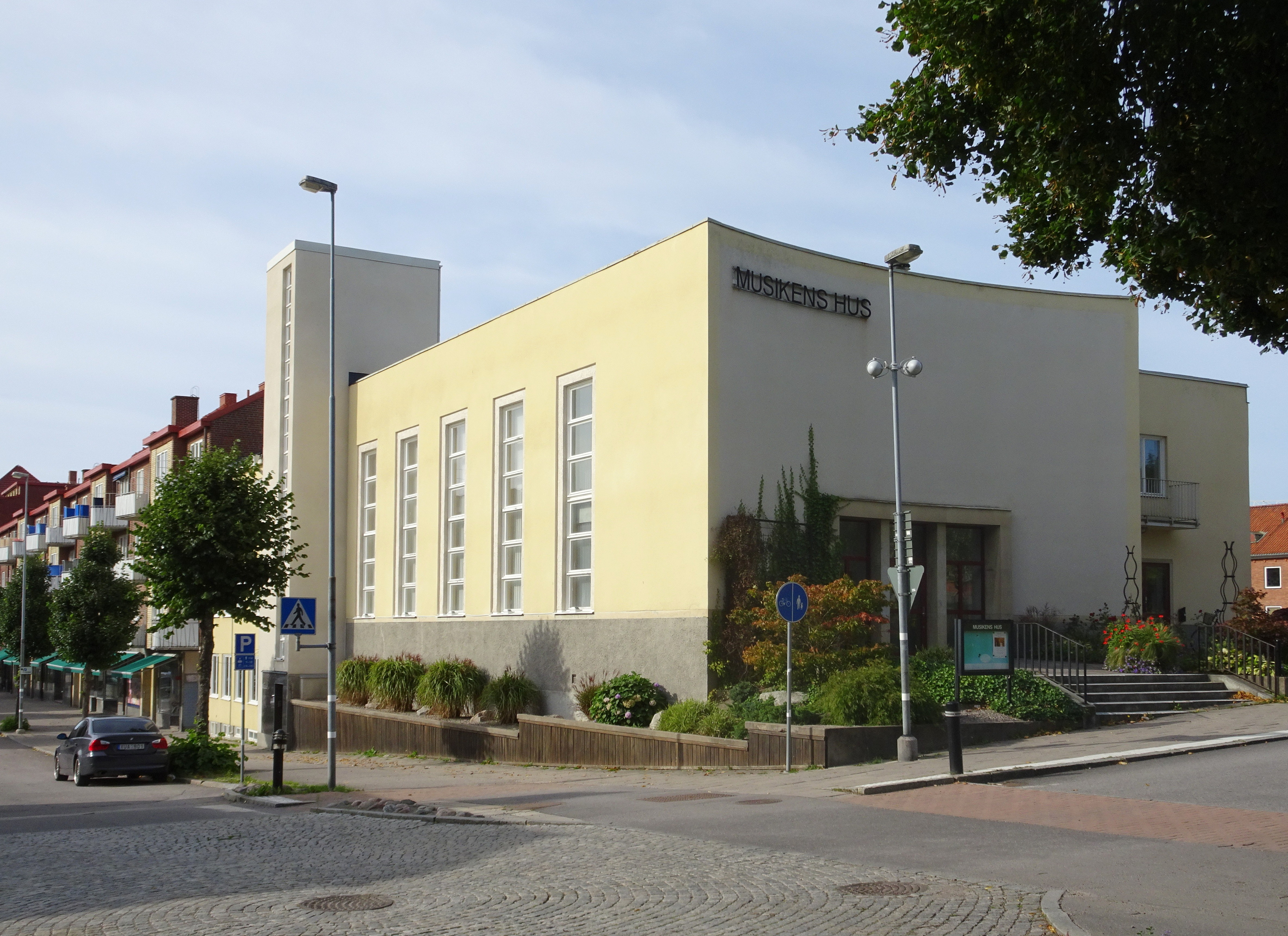
Musikens hus, före detta Baptistkyrkan. (1935)
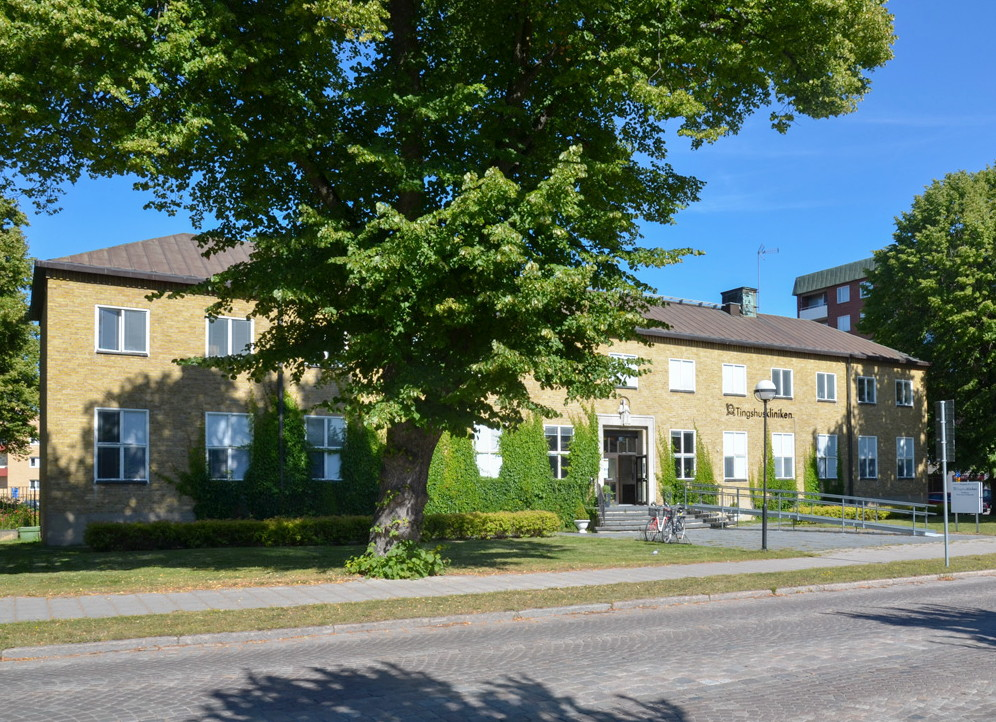
Katrineholms gamla tingshus. (1939)

## Utbildning

### Grundskolor
- Kunskapsskolan är den enda friskolan i Katrineholm och öppnades hösten 2012.
- Nyhemskolan som ligger närmare Värmbol var en grundskola för årskurserna 1-9 fram till våren 2016, och är sedan hösten 2016 en grundskola för årskurserna 1-6.
- Sandbäcksskolan är en skola för förskoleklass och årskurserna 1-6, och där går drygt 600[16] elever.
- Skogsborgsskolan ligger strax söder om Södra skolan och Tallåsskolan. Skogsborg har två små förskolor och en skola för årskurserna 1-6. Det går totalt ca 350 elever på skolan.
- Järvenskolan är den enda kommunala högstadieskolan som finns i Katrineholm. Skolan bestod tidigare av de båda enheterna Tallåsskolan och Södra skolan. Skolan är döpt efter kvarter Järven, där skolan befinner sig. Byggnaderna som tidigare utgjorde Södra- och Tallåsskolan heter idag Järvenskolan Södra och Järvenskolan Tallås. Järvenskolan har cirka 1000 elever som går mellan årskurserna 7-9. [17] Skolan erbjuder inte längre inriktningar sedan hösten 2019. [18]
- Västra skolan ligger i nordvästra delen av staden och har en förskoleklass samt årskurserna 1-6. Bland skolans byggnader märks tre skolhus från 1882, 1893 och 1899 samt lärarbostad[7]
- Östra skolan ligger på Norr och är en grundskola för elever i årskurs 1-6. 2007 firade skolan 100-årsjubileum, men är nu stängd.
- Stensättersskolan ligger på Norr och invigdes 2022. Det är en grundskola för cirka 600 elever i åk F-6. Västra skolan.

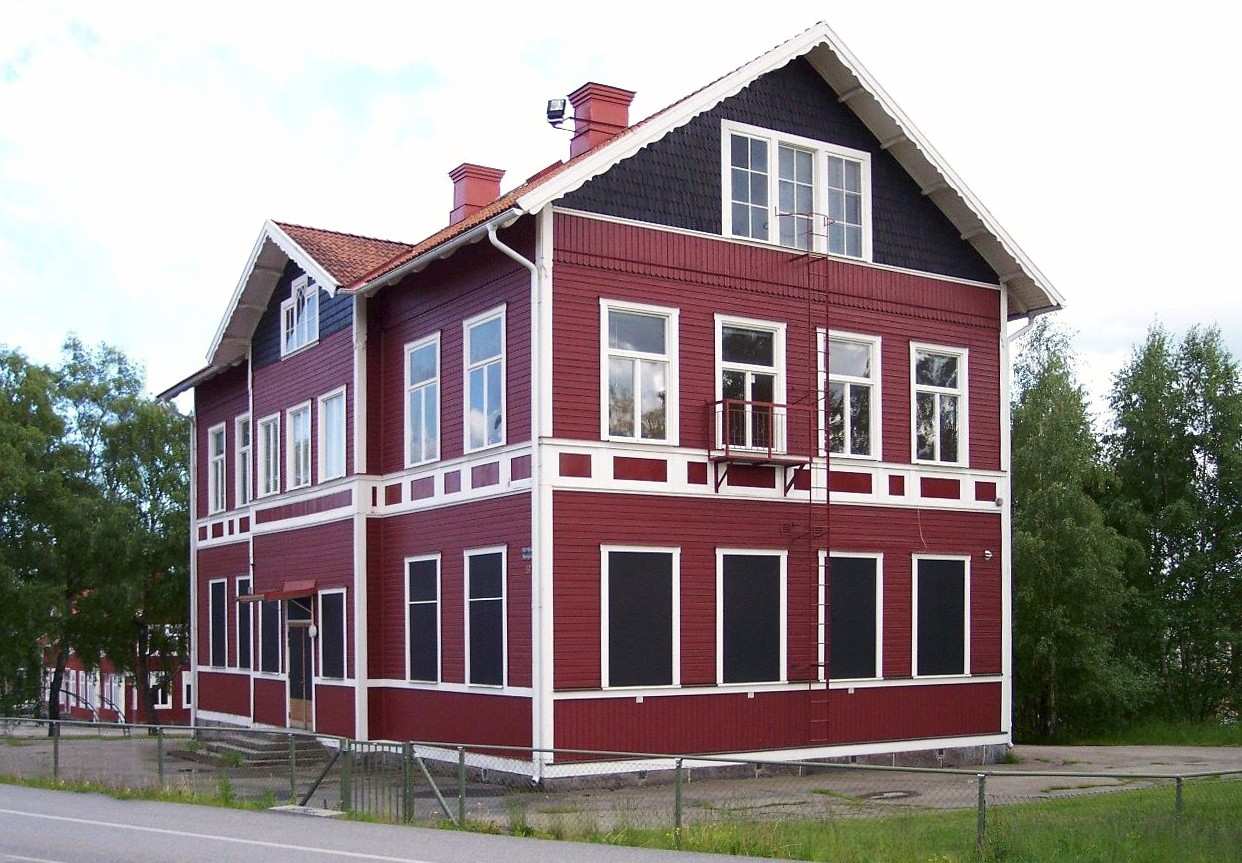
Västra skolan.

### Gymnasieskolor

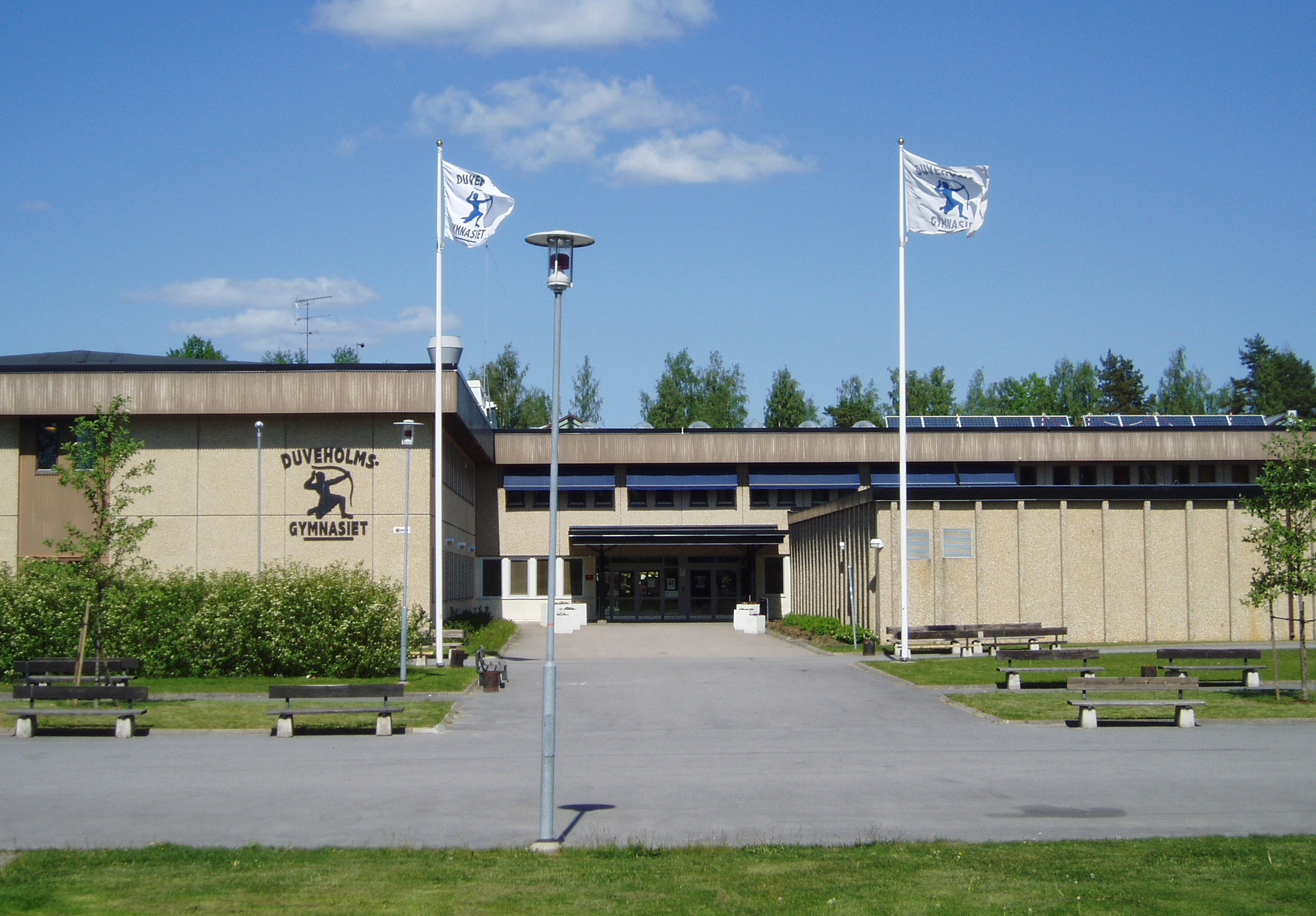
Duveholmsgymnasiet.

- Duveholmsgymnasiet (tidigare Duveholmsskolan) är Katrineholms största gymnasieskola med drygt 600 elever.[19] Den stod klar 1972 och ligger vid Duveholmssjön i anslutning till Duveholmshallen. I sporthallen finns två gym, en simhall, en bowlinghall, en tennisplan samt ett antal hallar som nyttjas av ortens skolelever. På skolan finns de nationella gymnasieprogrammen Estetisk, Media, Introduktion och Samhälle.
- KTC - Katrineholms Tekniska College. Startades 2011 och erbjuder programmen Teknik, Natur, Industri, El, Bygg, samt Fordon och Industri. El-programmet flyttades under 2012 från Lindengymnasiet till KTC. Bygg flyttades från Duveholmsgymnasiet till KTC men stannade i samma lokaler och geografiskt är det ingen skillnad på skolorna. Efter Ellwynska skolans nedläggning hösten 2017 flyttade vård- och omsorgsutbildningen till KTC.
- Lindengymnasiet är en liten skola med cirka 500 elever och har utbildningar som Hotell, Restaurang Handel, Hantverk och Ekonomi. Skolan har fått sitt namn från den stora mängd lindar som finns i Katrineholm, som även har kallats "Lindarnas stad".

## Kultur

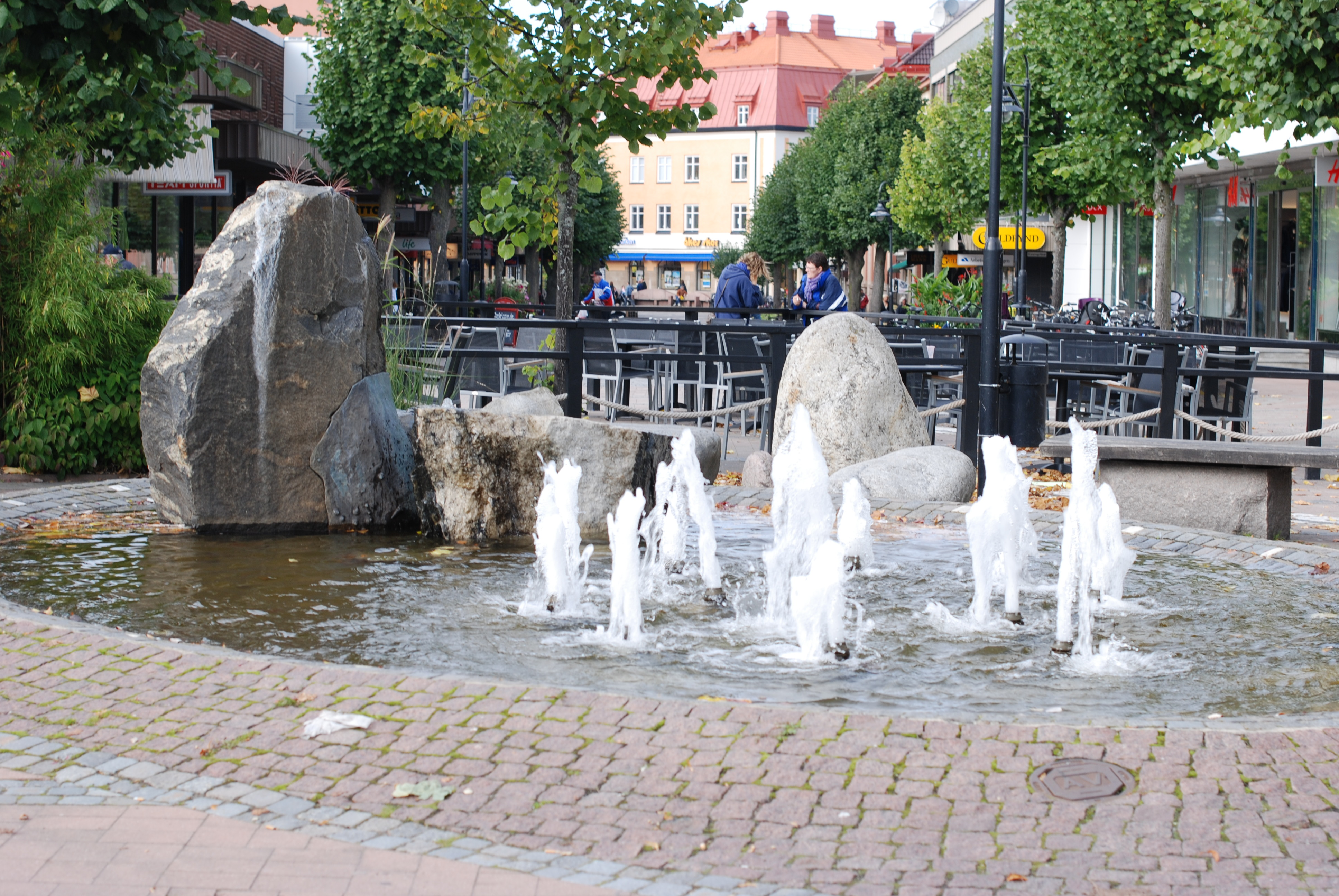
Uta Jacobs fontänskulptur Bäcken rinner åter längs Köpmangatan.

I staden finns ett flertal kulturmöjligheter. För de konstintresserade finns Kulturhuset Ängeln, som innehåller ett bibliotek, konsthall, hörsal och kafé. Här har olika kända konstnärer ställt ut sin konst, bland annat Ragna Berlin. Kerstin Ekman, känd författare, har skrivit romansviten Kvinnorna och staden som inspirerats av Katrineholms utveckling från stationssamhälle vid stambanan till en modern industristad. Det finns även ett flertal offentliga utsmyckningar runt om i Katrineholm, bland annat "Blåklockan", skapad av Niclas Mulari.
Vid Djulögatan återfinns "Musikens Hus" som öppnade 1995 sina portar i före detta Baptistkyrkan uppförd 1935 efter ritningar av arkitekt Birger Lindberg. Den ideella föreningen Musikens Hus Akademien ansvarar för och samordnar verksamheten i huset enligt kommunens uppdrag att främja musiklivet i Katrineholms kommun.
I Stadsparken finns många olika konstverk, till exempel skulpturerna "Morgon" gjord av Axel Wallenberg och "Fru Krokodil" av Eric Langert. Det finns också en scen som ger möjlighet till olika framträdanden.
Kulturföreningen DUD (drag utan drog) erbjuder dans-, teater- och musiklektioner för ungdomar. Det finns också en kulturskola som erbjuder en tvåårig musikallinje och dans-, drama-, musik-, bild- och formkurser.
Körsång kan utövas i Pingstkyrkan. Körintresset har ökat i samband med att Gabriel Forss kör fick en andraplacering i "Körslaget".
BYMIC - Baltic Young Musicians in an International Context är ett EU-projekt drivet av Katrineholms kommun. Det går ut på att ungdomar i ålder 8-18 år från Lettland och Sverige träffas för att utveckla sin musikaliska talang.
I Katrineholms gamla lokstallar finns Ungkulturhuset Perrongen. Där får ungdomarna hjälp att skapa olika aktiviteter och arrangemang.
Katrineholm har en enda biograf kallad "Cinema 2" och den innehåller två biosalonger. Möjligheten att visa 3D-filmer finns. Det visas också opera ibland.
Det fanns även, fram till 2012, ett VVS-museum, Sveriges VVS-museum. Museet finns sedan 2019 i Bromma. Det finns även två andra museer, en utomhusutställning runt om i centrala Katrineholm. Den handlar om industrins kulturarv. Sveriges lantbruksmuseum finns i Julita, cirka 2,5 mil utanför Katrineholm.
Från 1985 till nyårsafton 2022 sände Katrineholms närradio på frekvensen 92,0 MHz.

Ett bildsvep över Katrineholm
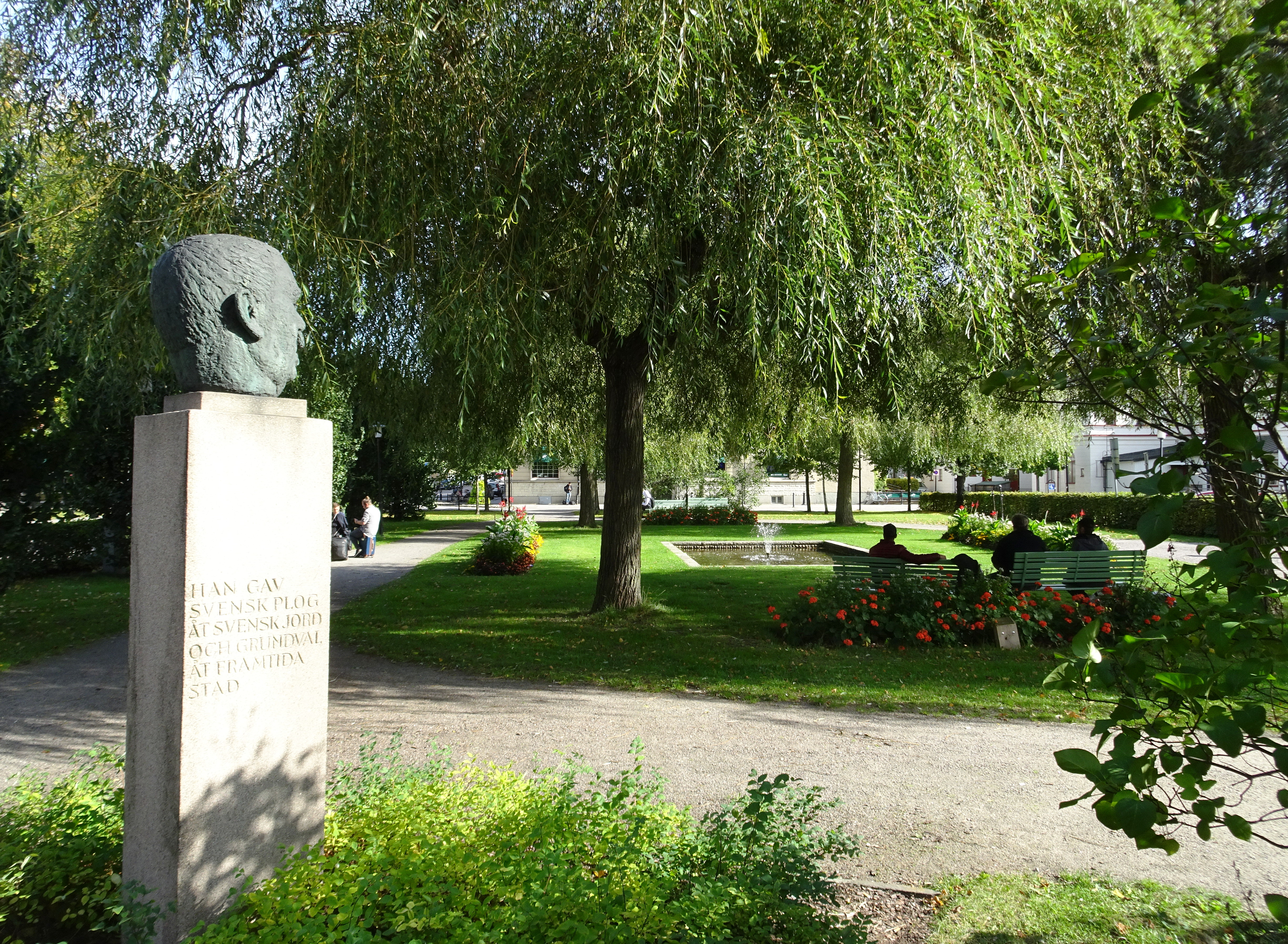
Järnvägsparken med August Kullbergs byst till vänster.
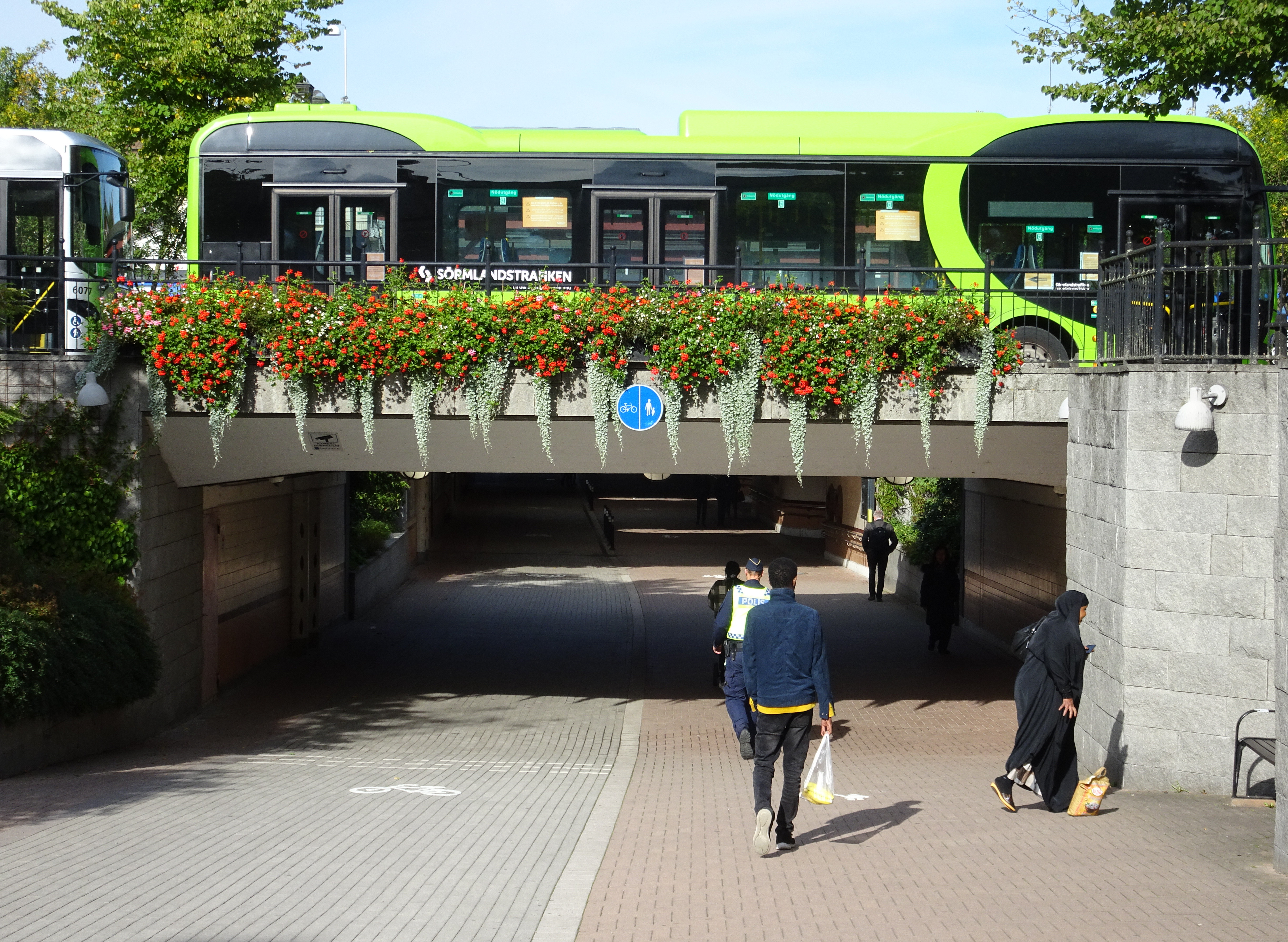
Gång- och cykeltunneln under järnvägen.
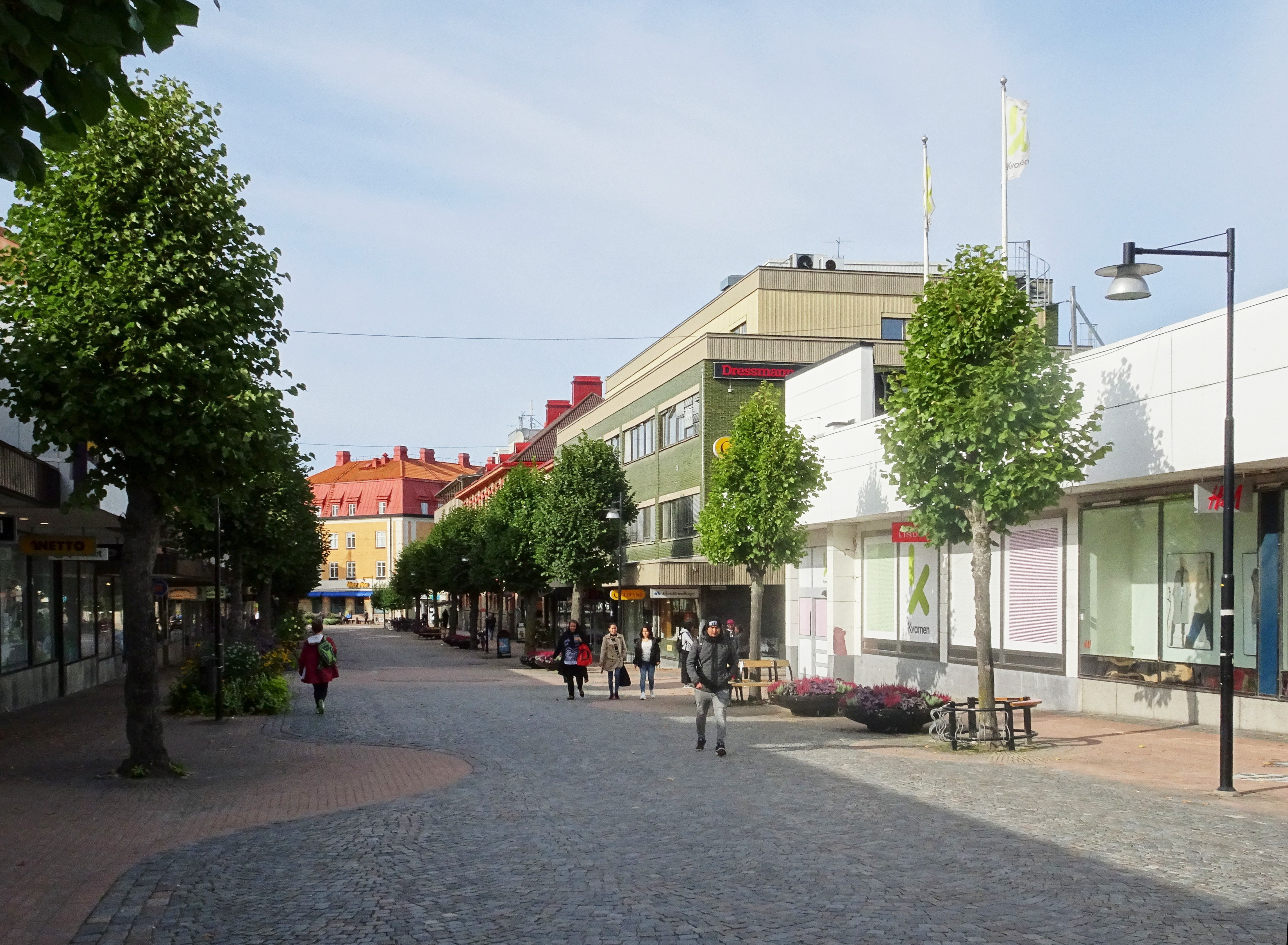
Köpmangatan västerut.
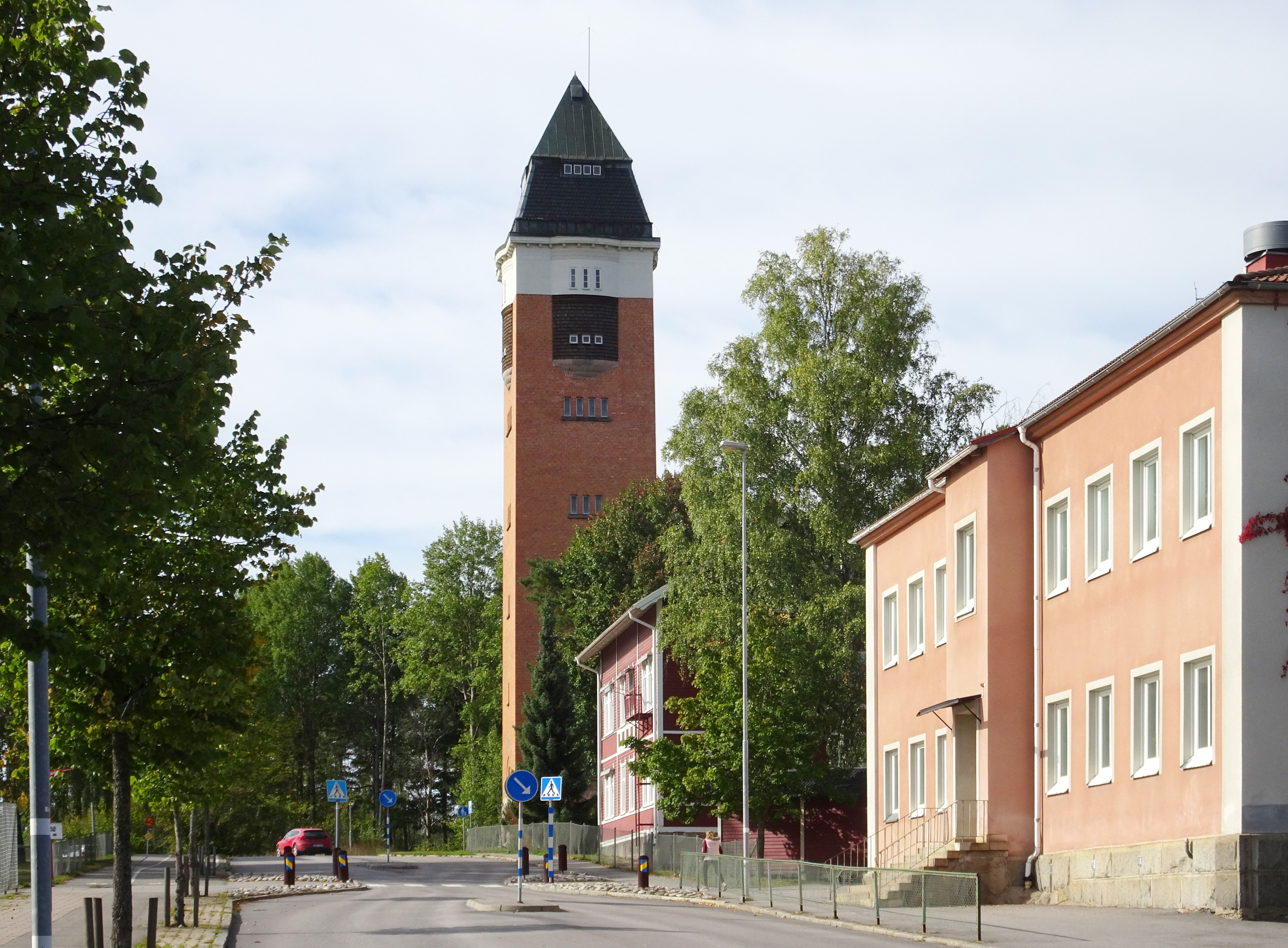
Storgatan västerut med gamla vattentornet i fonden.

## Friluftsliv

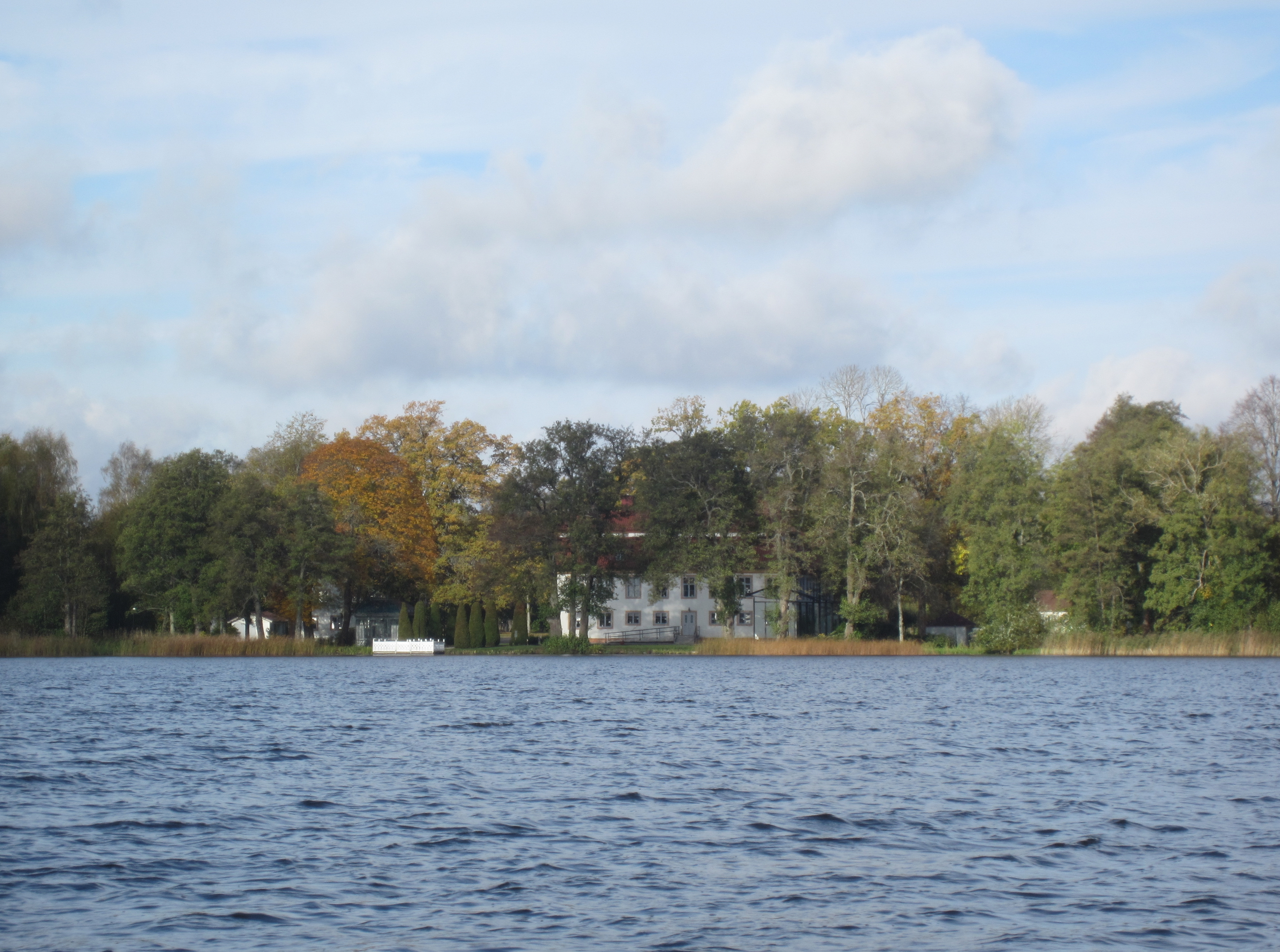
Djulösjön med Stora Djulö gård i bakgrunden.

### Katrineholms grönområden
Rosen i Katrineholms kommunvapen är en symbol för trädgårdsstaden Katrineholm. Det finns inte mindre 30 parker. En av de största parkerna är Stadsparken som har en friluftsscen, restaurang och trädgård.
Katrineholms kommun äger 1 129 hektar skog. Det mesta av den kommunägda skogen ligger runt centralorten. Sammanhängande områden finns även i Björkvik och i Bie. Kommunens mål som skogsägare är att sköta skogen på ett sätt som gör att den biologiska mångfalden bevaras. Utrotningshotade arter inom flora och fauna ska få en möjlighet att överleva. Kommunen vill också skapa förutsättningar för ett rikt friluftsliv och trivsamma miljöer för kommunens invånare och deras besökare, samt lämna över en bra miljö till kommande generationer.
På 1930-talet fanns det 1 200 lindar i Katrineholm. Katrineholmsborna kallade då sin stad för "Lindarnas stad".

### Badplatser
De två största badplatserna i Katrineholm är Duveholmsbadet och Djulöbadet. Duveholmsbadet ligger i västra stadsdelen Nävertorp. Här finns det bryggor, trampolin och tillgång till toaletter och grillplats. Djulöbadet ligger i riktning mot Norrköping från Katrineholm, omkring tre kilometer från centrum. Här finns det flera olika bryggor och i anslutning till badet finns en camping och en bangolfanläggning.

## Sport
I Katrineholms sportcentrum ingår anläggningar som Duveholmshallen, Backavallen, Fastighetsbyrån Arena, Gymnastikhallen och Tennishallen. I den största inomhusanläggningen Duveholmshallen erbjuds bland annat simning, bowling, gymträning, handboll, fotboll, volleyboll, basket, pingis, jiu-jutsi, karate, gymnasiernas idrott, badminton, bågskytte, boxning och innebandy. 
Katrineholms AIK handboll var framgångsrika under 1980-talet när klubben spelade i Elitserien med många lokala stjärnor. 
En av sporterna på orten är bandy som spelas på Backavallen där det också finns mycket läktarutrymme. Katrineholms bandyklubb heter Katrineholm Värmbol BS. Dess föregångare, 
Katrineholm sportklubb, KSK Bandy, var ett framgångsrikt bandylag. Från slutet av 1960-talet och ett decennium framåt spelade KSK fyra SM-finaler i Stockholm, och vann tre av dessa. Dessutom tog man ett antal seriesegrar i allsvenskans södergrupp, och var nästan alltid en favorit när slutspelet började. Klubben hade även ett stundtals framgångsrikt damlag. Lokalkonkurrenten Värmbols GoIF spelade också allsvenskt under flera säsonger. Under flera decennier höll även Svenska Bandyförbundet till i Katrineholm. 
Katrineholm är även känt för damlaget i volleyboll, som tog SM-guld år 2010 och 2011. Laget har placerat sig högt upp i serien ett antal gånger.
Det finns fyra fotbollsklubbar i Katrineholm, nämligen Katrineholms AIK, Katrineholms SK FK, Värmbols FC och DFK Värmbol.
Katrineholms golfbana, Jättorp, har 27 hål. En känd golfspelare från orten är Robert Karlsson, som spelar på Europatouren samt den amerikanska touren.
Katrineholms ishockeyförening heter KH95.

## Turism och evenemang

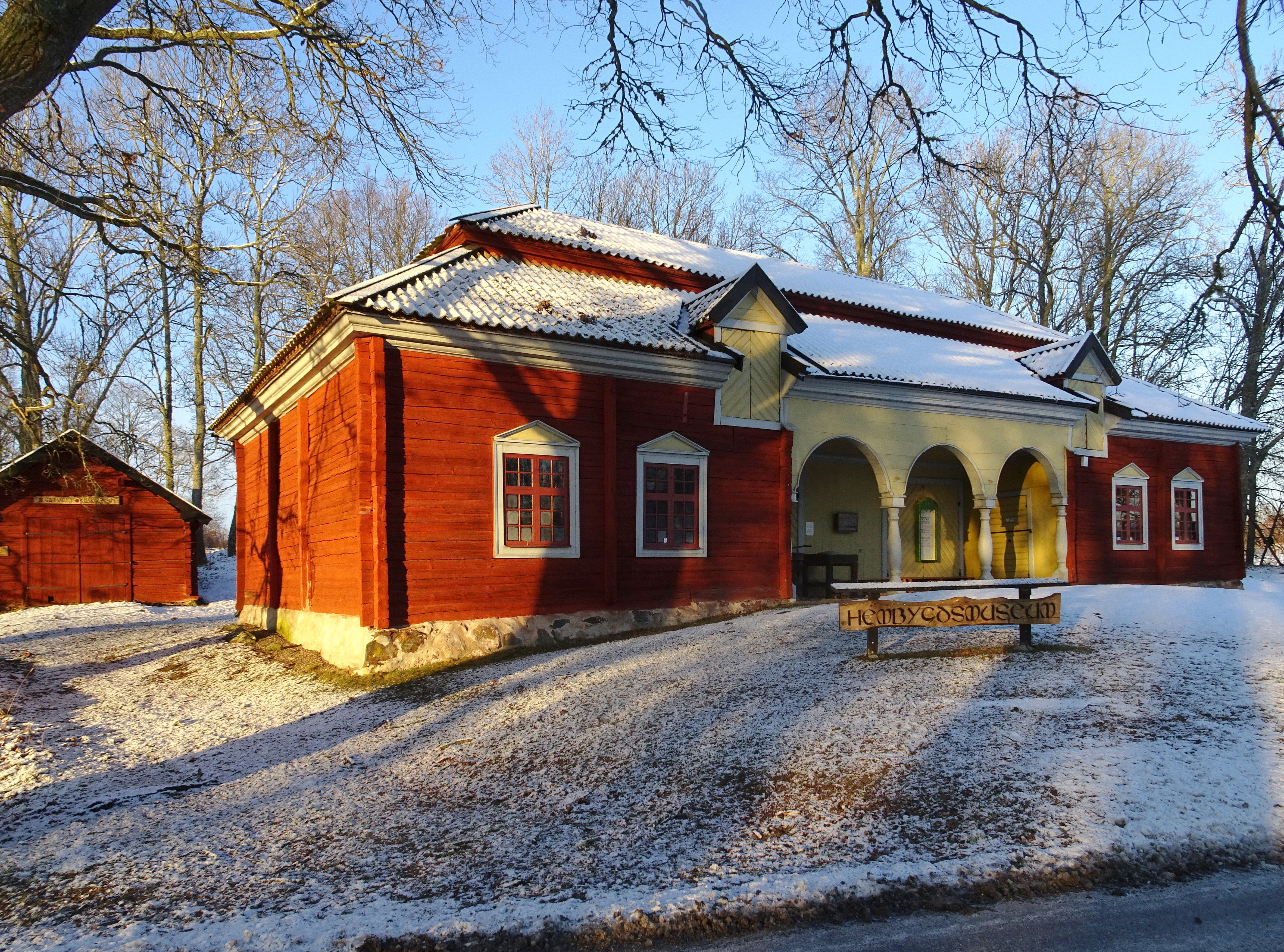
Katrineholms hembygdsgård.

I Katrineholm finns Hotell Gillet, Hotell Kungsbacken och Hotell Statt. Därutöver finns vandrarhem, slott och herrgårdar och ett antal Bed and Breakfast. Katrineholm har även Djulöbadets Camping och Stugby där man bland annat kan spela minigolf och hyra kanoter. Vid Djulösjöns norra strand ligger Stora Djulö gård med restaurang och Kafé. Vid Djulö allé har Katrineholms hembygdsförening sin hembygdsgård. Vid Duveholmssjön har Duveholms herrgård sin anläggning med hotell- och konferensverksamhet och ett litet museum med en av Sveriges största samlingar av emalj- och plåtskyltar.
Bland nöjesställen i Katrineholm kan Harrys, O'Learys, KH (Kungens Hörna), Nybergs Sportbar och Stadshotellet "Statt" nämnas.

### Evenemang
Katrineholmsveckan infaller i början av augusti med omkring 130 olika evenemang. Under denna vecka inträffar bland annat KK-joggen då man springer ett antal olika banlängder mellan 1,2 och 10,5 km. Ett annat evenemang är utomhusbio i stadsparken med ett antal filmer för olika åldrar.
Ett populärt evenemang i Katrineholm är ljusfestivalen Stad i Ljus som sedan 2014 infaller i november. Då går företag i Katrineholm ihop och gör olika ljus-föreställningar runtom i staden under en helg.
År 2017 fyllde Katrineholm 100 år och det firades med en del evenemang runt hela året. En radiokanal "Katrineholm FM" startade i och med 100-årsjubileet.

## Kända personer med anknytning till Katrineholm
- Lars Lagerbäck
- Nicklas Karlsson
- Göran Persson
- Hedvig Lindahl
- Kerstin Ekman
- Gabriel Forss
- Robert Gustafsson
- John Harryson
- Erik Hassle
- P.C. Jersild
- Robert Karlsson
- Tommy Myllymäki
- Klasse Möllberg
- Jovan Radomir
- Elin Rombo
- Mikael Tegebjer
- Roberto Vacchi
- Stefan Bärlin

## Källhänvisningar
1. ↑  https://sverigesradio.se/sida/artikel.aspx?programid=87&artikel=7156859
2. 1 2  Statistiska tätorter 2023, befolkning, landareal, befolkningstäthet per tätort, SCB, 28 november 2024, läs online.[källa från Wikidata]
3. ↑  Land- och vattenareal per den 1 januari efter region och arealtyp. År 2012–2019, SCB, 21 februari 2019, läs online.[källa från Wikidata]
4. ↑  Folkmängd och befolkningsförändringar - Kvartal 1, 2025, SCB, 13 maj 2025, läs online.[källa från Wikidata]
5. ↑  Befolkning i tätorter 1960-2010, SCB, läs online, läst: 17 september 2013.[källa från Wikidata]
6. ↑  Kodnyckel för SCB:s statistiska tätorter och småorter - Koppling mellan gammalt och nytt kodsystem, SCB, 11 november 2021, läs online.[källa från Wikidata]
7. 1 2 3 4 5 6 7  'Kulturhistoriskt värdefulla miljöer i Södermanland, artikel i Sörmlandsbygden 1988:2
8. 1 2  Carlquist, Gunnar, red (1933). Svensk uppslagsbok. Bd 15. Malmö: Svensk Uppslagsbok AB. sid. 168
9. ↑  Andersson, Per (1993). Sveriges kommunindelning 1863–1993. Mjölby: Draking. Libris 7766806. ISBN 91-87784-05-X
10. ↑  ”Förteckning (Sveriges församlingar genom tiderna)”. Skatteverket. 1989. http://www.skatteverket.se/privat/folkbokforing/omfolkbokforing/folkbokforingigaridag/sverigesforsamlingargenomtiderna/forteckning.4.18e1b10334ebe8bc80003999.html. Läst 17 december 2013.
11. ↑  ”Trolle Önnerfors: Domsagohistorik - Katrineholms tingsrätt (del av Riksantikvarieämbetets Tings- och rådhusinventeringen 1996-2007)”. Arkiverad från originalet den 3 oktober 2013. https://web.archive.org/web/20131003045249/http://www.bebyggelseregistret.raa.se/bbr2/show/bilaga/showDokument.raa;jsessionid=D1DB3563C30A0802FF15DD1C57618CB0?dokumentId=21000001424040&thumbnail=false. Läst 12 april 2013.
12. ↑  Folkräkningen 31 december 1900. Statistisk tidskrift 1903. häft: 129-130. Kungliga statistiska centralbyrån.
13. ↑  ”Statistiska centralbyrån - Folkmängd i tätorter 1960-2005”. Arkiverad från originalet den 23 juni 2011. https://www.webcitation.org/5zewoamwt?url=http://www.scb.se/statistik/MI/MI0810/2005A01x/MI0810_2005A01x_SM_MI38SM0703.pdf. Läst 13 december 2010.
14. ↑  Historiska kartor över Katrineholm[död länk]
15. ↑  ”Katrineholmskuriren: Han ivrade för att Katrineholm skulle bli stad”. Arkiverad från originalet den 17 januari 2022. https://web.archive.org/web/20220117231724/https://kkuriren.se/katrineholm/han-ivrade-for-att-katrineholm-skulle-bli-stad. Läst 24 september 2020.
16. ↑  ”Sandbäcksskolan | Katrineholms kommun”. www.katrineholm.se. https://www.katrineholm.se/forskola--skola/grundskola/sandbacksskolan.html. Läst 27 januari 2021.
17. ↑  ”Järvenskolan | Katrineholms kommun”. www.katrineholm.se. https://www.katrineholm.se/forskola--skola/grundskola/jarvenskolan.html. Läst 10 februari 2021.
18. ↑  ”Nytt för elever som börjar 7:an | Katrineholms kommun”. www.katrineholm.se. Arkiverad från originalet den 27 oktober 2021. https://web.archive.org/web/20211027162059/https://www.katrineholm.se/kommun--demokrati/press--kommunikation/alla-nyheter/nyheter-2019/2018-11-22-nytt-for-elever-som-borjar-7an.html. Läst 10 februari 2021.
19. ↑  ”Skolverket – Personalstatistik Duveholmsgymnasiet”. Arkiverad från originalet den 17 januari 2014. https://web.archive.org/web/20140117101109/http://siris.skolverket.se/reports/rwservlet?cmdkey=common&notgeo=&p_verksamhetsar=2011&p_hm_kod=&report=personal&lankod=04&kommunkod=0483&p_skolid=484306&verksform=21&p_rapport=personal&p_verksform_kod=21&p_info_omrade=personal. Läst 4 oktober 2012.
20. ↑  ”Katrinehom.se Kultur - Kulturhuset Ängeln”. Arkiverad från originalet den 5 maj 2012. https://web.archive.org/web/20120505031316/http://www.katrineholm.se/Kultur-och-fritid-/Kultur/Kulturhuset-Angeln/. Läst 4 oktober 2012.
21. ↑  ”Katrineholm.se Kultus - Blåklockan”. Arkiverad från originalet den 20 augusti 2013. https://web.archive.org/web/20130820195157/http://katrineholm.se/Kultur-och-fritid-/Kultur/Offentlig-utsmyckning/Blaklockan/. Läst 4 oktober 2012.
22. ↑  Musikens Hus Akademien
23. ↑  ”Katrineholm.se Kultur - Offentlig utsmyckning”. Arkiverad från originalet den 19 juni 2013. https://web.archive.org/web/20130619214304/http://www.katrineholm.se/Kultur-och-fritid-/Kultur/Offentlig-utsmyckning/. Läst 4 oktober 2012.
24. ↑  ”DuD”. http://www.dud.se/. Läst 4 oktober 2012.
25. ↑  ”Katrineholm.se Kultur - Körslaget”. Arkiverad från originalet den 19 juni 2013. https://web.archive.org/web/20130619181508/http://www.katrineholm.se/Kultur-och-fritid-/Kultur/Korslaget-/. Läst 4 oktober 2012.
26. ↑  ”Katrineholm.se Kultur - BYMIC”. Arkiverad från originalet den 19 juni 2013. https://web.archive.org/web/20130619200502/http://www.katrineholm.se/Kultur-och-fritid-/Kultur/BYMIC/. Läst 4 oktober 2012.
27. ↑  ”Katrineholm.se Ungkultur - Perrongen i Lokstallarna”. Arkiverad från originalet den 17 augusti 2013. https://web.archive.org/web/20130817050817/http://katrineholm.se/Kultur-och-fritid-/Ung-Kultur/Lokstallarna/. Läst 4 oktober 2012.
28. ↑  ”Katrineholm.se Kultur - Biograf”. Arkiverad från originalet den 19 juni 2013. https://web.archive.org/web/20130619175559/http://www.katrineholm.se/Kultur-och-fritid-/Kultur/Biograf/. Läst 4 oktober 2012.
29. ↑  ”Katrinhom.se Kultur - Museer”. Arkiverad från originalet den 19 juni 2013. https://web.archive.org/web/20130619200507/http://www.katrineholm.se/Kultur-och-fritid-/Kultur/Museer-och-gallerier/. Läst 4 oktober 2012.
30. ↑  Carina Bergius (23 november 2022). ”Radiokanal i Katrineholm tystnar” (på svenska). Katrineholms-Kuriren. https://www.kkuriren.se/nyheter/katrineholm/artikel/radiokanal-i-katrineholm-tystnar-ingen-vill-ta-over-vi-har-sokt-med-ljus-och-lykta/rgm449er. Läst 10 augusti 2025.